# Plessen (Adelsgeschlecht)

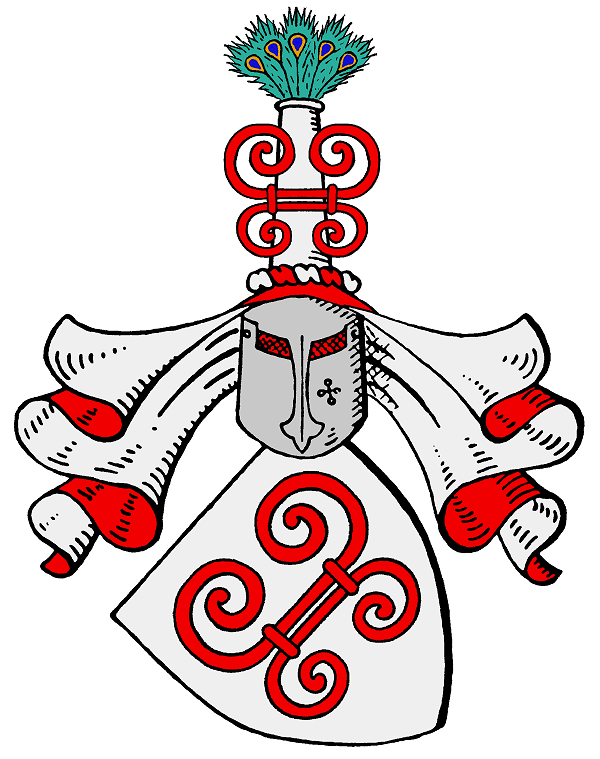
Wappen der niedersächsischen Edelherren von Plesse

Wappen der Mecklenburger von Plesse(n)

Plesse ist ein edelfreies Geschlecht aus dem Stammesherzogtum Sachsen, das spätestens ab 1150 bis 1571 die namensgebende Burg zwischen Northeim und Göttingen besaß. Aus umfangreichem Kern- und Streubesitz formte die Gottschalk-Linie des Geschlechts, die 1571 erlosch, seit dem 14. Jahrhundert dort die schließlich reichsunmittelbare Herrschaft Plesse. Angehörige der noch heute bestehenden Bernhard-Linie wanderten in der ersten Hälfte des 13. Jahrhunderts nach Mecklenburg aus, verzweigten sich im 17. Jahrhundert nach Dänemark und später nach Holstein. Seit dem 16. Jahrhundert nennen sie sich Plessen.

## Geschichte

### Südniedersachsen
Die Geschichte der Herren von Plesse beginnt mit Helmoldus de Huckelem (Höckelheim) (1097/1144). Seine mutmaßlichen Söhne Bernhard I. (1150–1190) und Gottschalk I. (1170–1190) besaßen seit 1150 das bischöflich Paderborner Lehen an der Burg Plesse. Sie nannten sich gelegentlich noch Höckelheim, aber ab 1170 zunehmend Plesse, weil sie fortan die Burg zu ihrem Herrschafts- und Lebensmittelpunkt machten.
Die Stammreihe der älteren Linie der Herren/Edelherren von Plesse beginnt mit Bernhard I, während sein Bruder Gottschalk I. die jüngere Linie begründet. Gottschalk III. (1238–1300), Enkel Gottschalks I., erwarb in den Jahren 1284/1288 die Anteile der älteren Linie, die damit aus der Erben- und Lehnsgemeinschaft ausschied. Die jüngere Linie erlosch mit dem Tod Dietrichs IV. im Jahr 1571 und die Herrschaft Plesse ging durch lehnsrechtlichen Heimfall auf Landgraf Wilhelm IV. von Hessen-Kassel über.

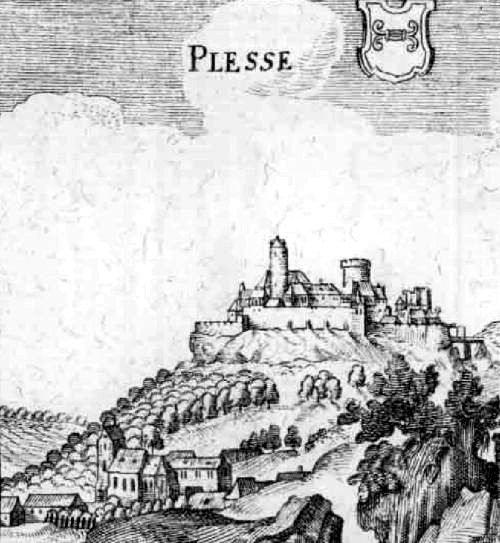
Burg Plesse bei Göttingen von Matthäus Merian 1655
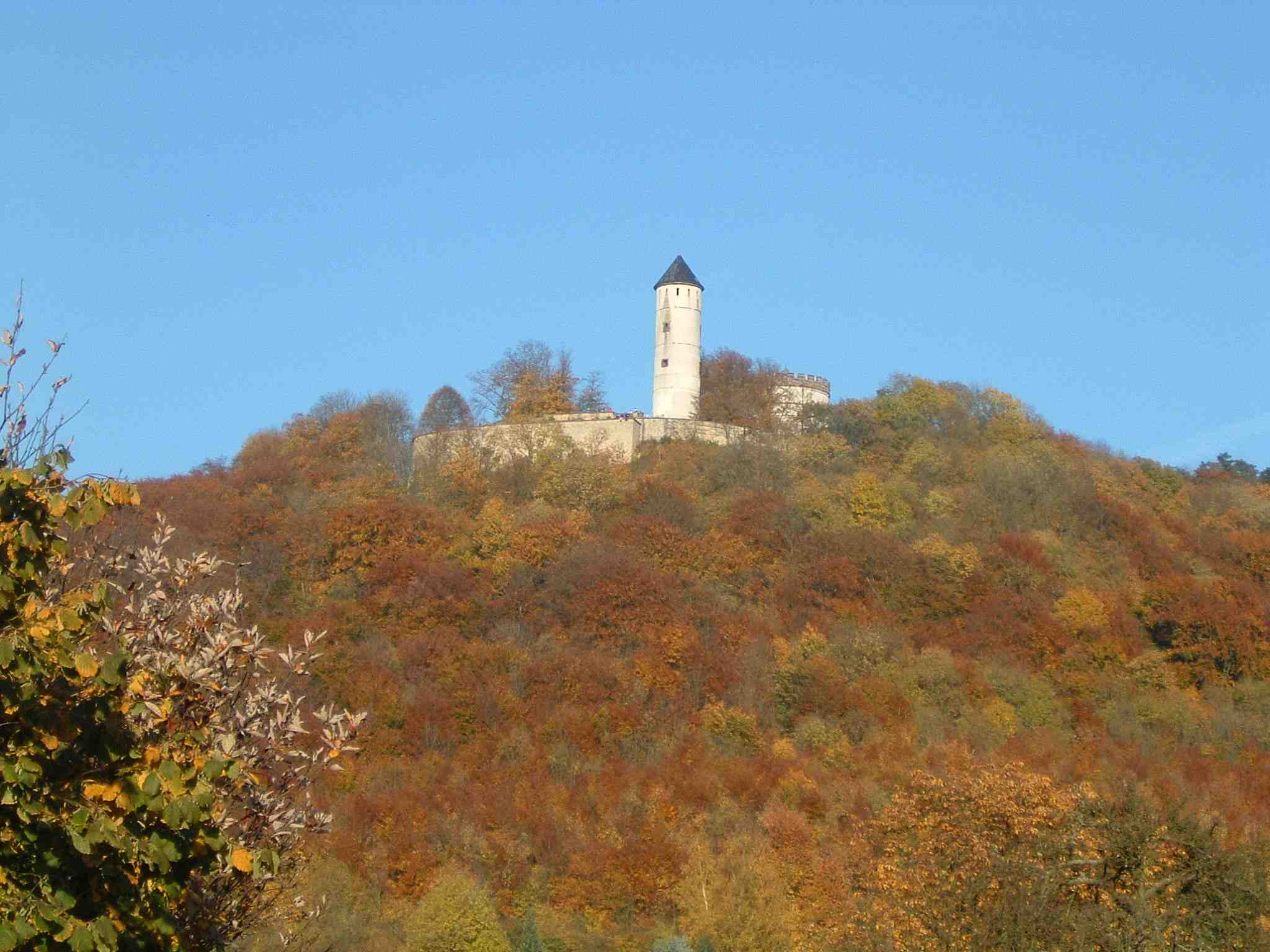
Burg Plesse heute

### Mecklenburg
In den 1220ern verschwanden Helmold III. und Bernhard III., zwei Mitglieder der Bernhard-Linie, von der Burg Plesse. Zwischenzeitlich hielten sie sich im Weserraum bei Wahlingen auf, bevor sie 1240 in Mecklenburg auftauchten. Bernhard III. erhielt in Mecklenburg ein Burglehen und weilte häufig im Gefolge Johanns I. von Mecklenburg, zu dessen Räten er zählte.
In Mecklenburg wurde die Namensform Plesse in einer bis ins 17. und 18. Jahrhundert währenden Entwicklung allmählich durch die Namensform Plessen verdrängt, wobei von der Namensform Plessen frühe Belege bereits aus dem Anfang des 14. Jahrhunderts vorliegen und im 15. Jahrhundert an Häufigkeit zunehmen.
Helmolds III. gleichnamiger Sohn, Helmold von Plesse (1263/1283), ist als erster Plessen vollständig in Mecklenburg urkundlich nachweisbar. Damit gilt er als der Stammvater der dortigen Herren von Plesse(n). Spätestens er nahm den Wappenwechsel vor. Seinen Schild schmückte nicht mehr der rote Maueranker, sondern ein schwarzer Stier. Obwohl solche Wappenwechsel nicht grundsätzlich ungewöhnlich sind, wird seine Verwandtschaft mit den burggesessenen Herren/Edelherren von Plesse im einschlägigen Schrifttum auch bezweifelt. Helmold zählte zu den landesherrlichen Räten. In zwanzig Urkunden der Fürsten Johann I. und Heinrich I. wurde er stets an vorderer Stelle als Zeuge genannt und dabei oft als „unser Ritter“ bezeichnet. Diese Anrede belegte seine Zugehörigkeit zur „Mannschaft“ und sein Lehensverhältnis zu den Landesherren, obgleich er als Edelfreier wohl nicht Ministeriale im eigentlichen Sinne geworden ist, zumal es solche in Mecklenburg kaum gab. Auf der Burg in Wismar beschützte Helmold Plessen während der jahrzehntelangen Gefangenschaft Heinrichs I. von Mecklenburg in Kairo dessen unmündige Kinder und nahm dafür eigenen Schaden in Kauf. Seine Tat stellte engste Beziehungen der Plessen zum künftigen Landesherrn her.
Nachdem Heinrich II. von Mecklenburg die Mündigkeit erreicht hatte, stiegen Helmold Plessens fünf Söhne Bernhard (1286/1325), Helmold d. Ä. (1291/1310), Johann (1294/1324), Helmold d. J. (1295/1321) und Reimar Plessen (1295/1328) allesamt zu landesherrlichen Räten auf, ein in Mecklenburg einmaliger Vorgang. Von ihnen stammen die ältesten Siegelabdrücke mit dem Plessen-Stier. Außerdem betätigten sich Johann und Helmold d. J. als mecklenburgische Kriegsunternehmer in Diensten ihres Auftraggebers Heinrichs II. von Mecklenburg.
Ihrem Vorbild eiferten die Familienmitglieder Johann Plessen in Lübz (1318/1367), Reimar Plessen in Barnekow (1325/1368), Reimar Plessen in Brüel (1361/1399), Johann Plessen (1369/1376) und Helmold Plessen in Barnekow (1356/1400) im Laufe des 14. Jahrhunderts nach. Sie alle waren herzogliche Räte und zugleich mecklenburgische Kriegsunternehmer. Die Gewinne aus ihrer Kriegsunternehmertätigkeit legten sie in umfangreichen Besitzkomplexen an, deren Erhalt für die Familie sie mit einer Belehnung zur gesamten Hand absicherten. Insgesamt stellte die Familie Plessen vom 13. bis zum 15. Jahrhundert 25 landesherrliche Räte in Mecklenburg und damit deutlich mehr als jedes andere Adelsgeschlecht in diesem Zeitraum.
Barnekow blieb vom frühen 14. bis ins 18. Jahrhundert im Besitz der Familie. Die Plessen blieben ferner, bis auf kurze Verpfändungsperioden, über zweihundertfünfzig Jahre lang im Pfandbesitz von Brüel, das über eine Burg anstelle einer alten Slawenburg verfügte. Reimar von Plessen erhob laut einer Urkunde von 1340 Brüel zum Stedeken, also zur Stadt, wahrscheinlich mit Parchimer Stadtrecht. Brüel und Bibow blieben bis 1611 im Besitz der Plessens, in der Stadtkirche Brüel befindet sich ein lebensgroßes Wandgemälde des Heinrich von Plessen mit seiner Gemahlin aus der Zeit um 1500.
Die Herren von Plesse(n) waren vom 14. Jahrhundert bis zum Beginn des 18. Jahrhunderts die beherrschende Familie des Klützer Winkels. Von 1336 bis 1945 saßen sie auf dem Rittergut Damshagen, einem ihrer ältesten Stammsitze in Mecklenburg. Von 1455 bis 1896 gehörte ihnen dort auch das Rittergut Großenhof.
Ausgehend von der Dorfkirche Gressow unter dem Patronat von Berend von Plesse waren sie die Hauptförderer der Reformationsbewegung im nordwestlichen Mecklenburg. Oberst Helmuth von Plessen kaufte 1653 das Rittergut Cambs mit zahlreichen Nebengütern von der Familie seiner Mutter, die im Dreißigjährigen Krieg in Überschuldung geraten war; es blieb bis 1795 in der Familie. Von 1662 bis 1798 befand sich das Gut Katelbogen (mit kurzzeitiger Unterbrechung) im Besitz der Plessen. 1732 erwarb Kord von Plessen das Rittergut Schönfeld, jedoch ging es bereits nach einem guten Jahrzehnt wieder aus der Familie, bis es von 1933 bis 1945 erneut in deren Besitz kam; 1991 wurde es zum dritten Mal von der Familie zurückerworben. Damit haben Angehörige der Familie von Plessen in ihrer Heimat, deren Geschichte sie mitgeprägt haben, wieder Fuß gefasst, nachdem sie 1945 vertrieben und durch die Bodenreform in der Sowjetischen Besatzungszone auf ihren verbliebenen Gütern entschädigungslos enteignet worden waren.
Vom Ende des 18. Jahrhunderts bis 1945 gehörte auch das Rittergut Dolgen den von Plessen. Carl von Plessen und seine Ehefrau Anna geb. von Carnap, die zuvor Schloss Eller bei Düsseldorf bewohnt hatten, erwarben 1838 das Rittergut Reez und ließen dort ein neues Herrenhaus errichten; auch dieses Gut blieb bis 1945 im Besitz der Nachfahren. Ab 1847 bis 1945 gehörte ferner das Rittergut Burg Trechow der Familie von Plessen; ein Nachfahre in weiblicher Linie kaufte es nach 1990 zurück.

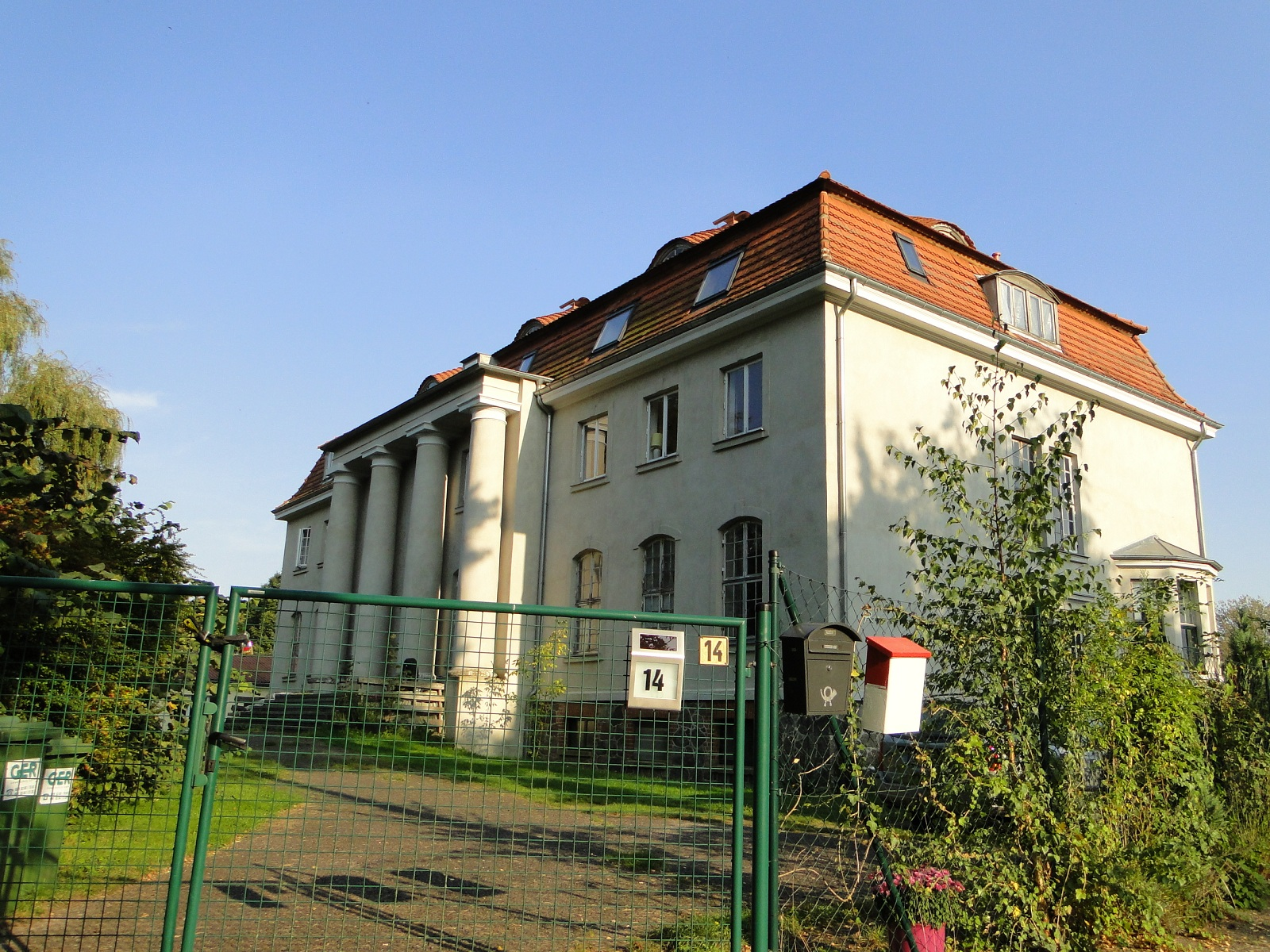
Rittergut Damshagen, Mecklenburg
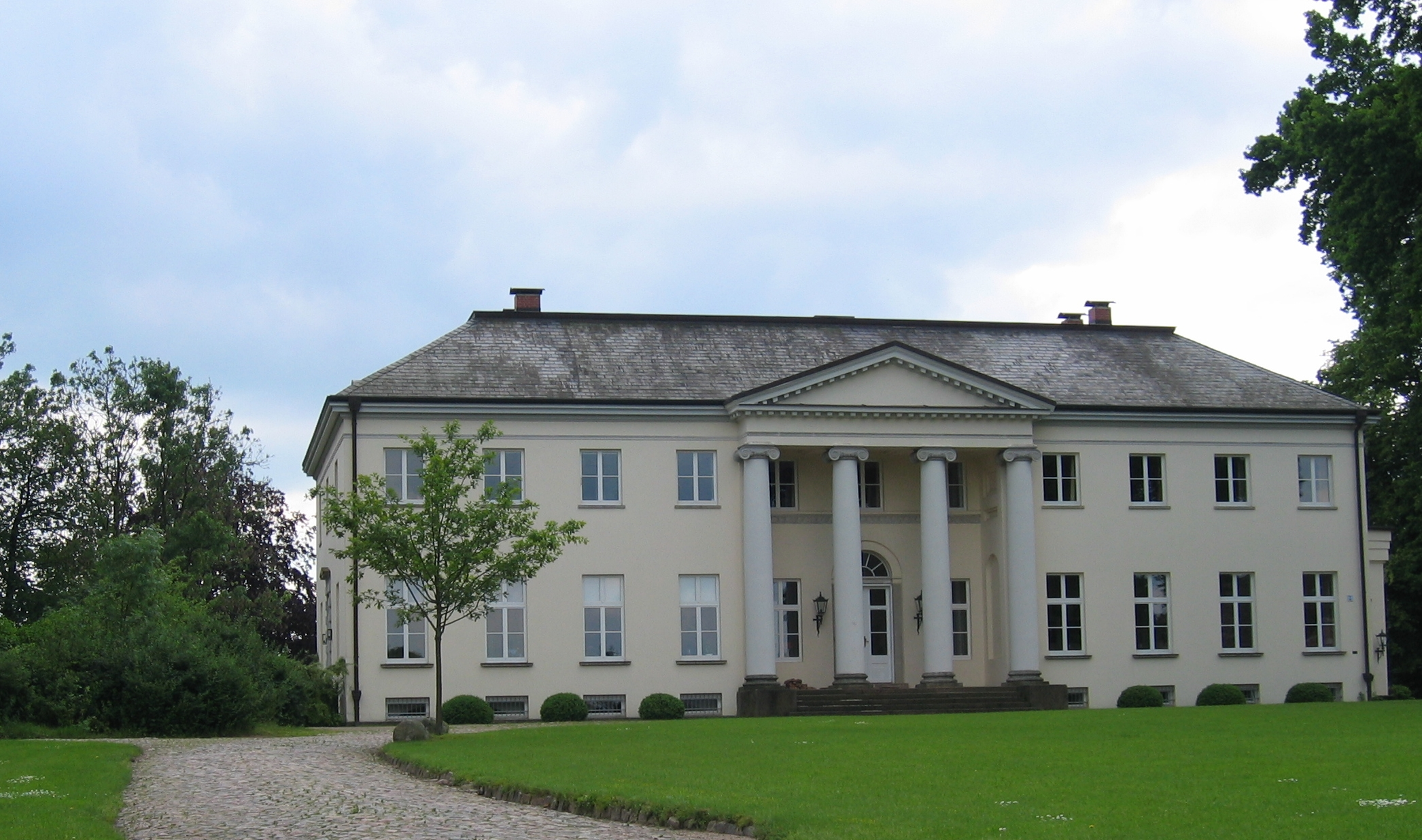
Rittergut Schönfeld, Mecklenburg
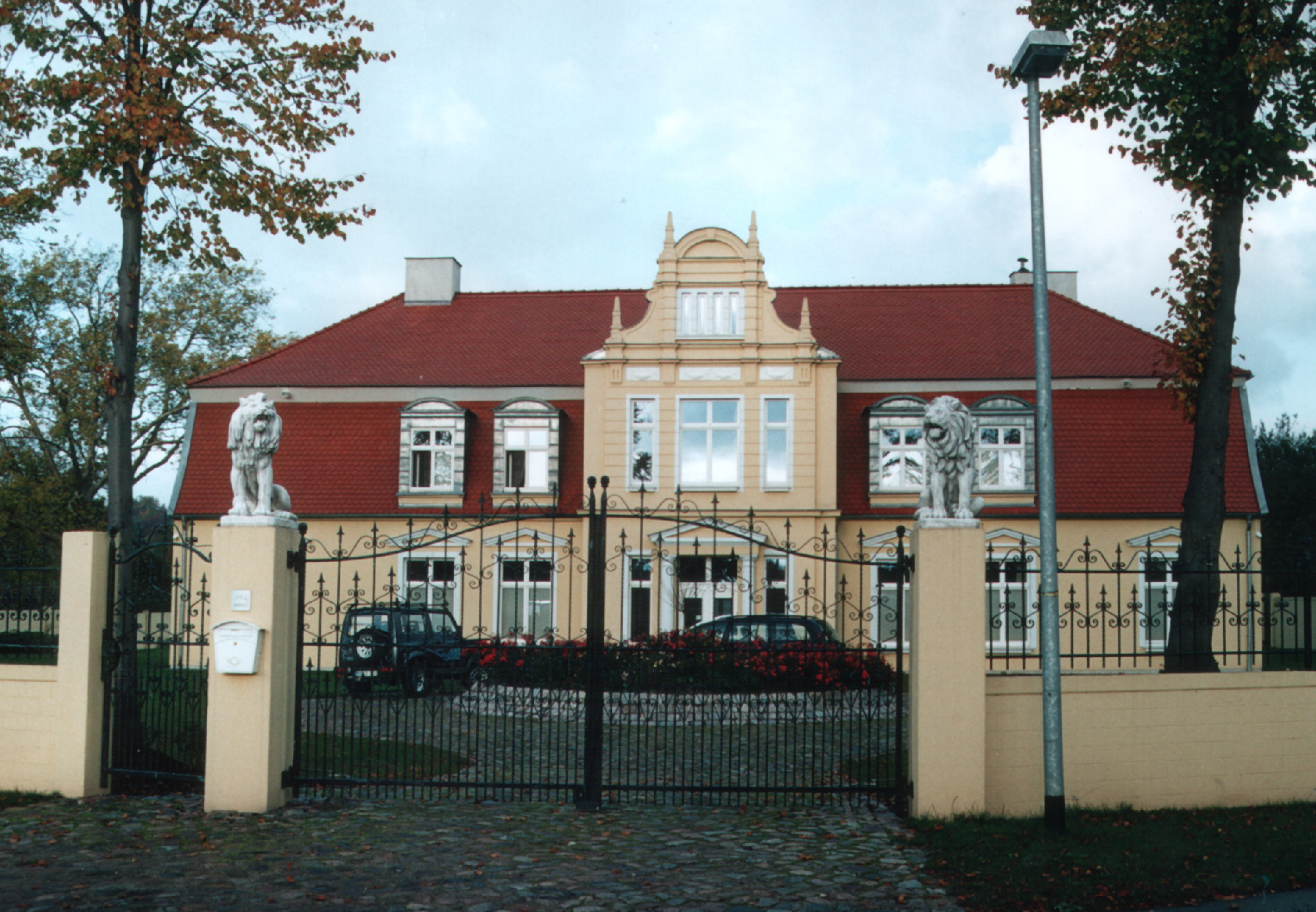
Rittergut Dolgen, Mecklenburg
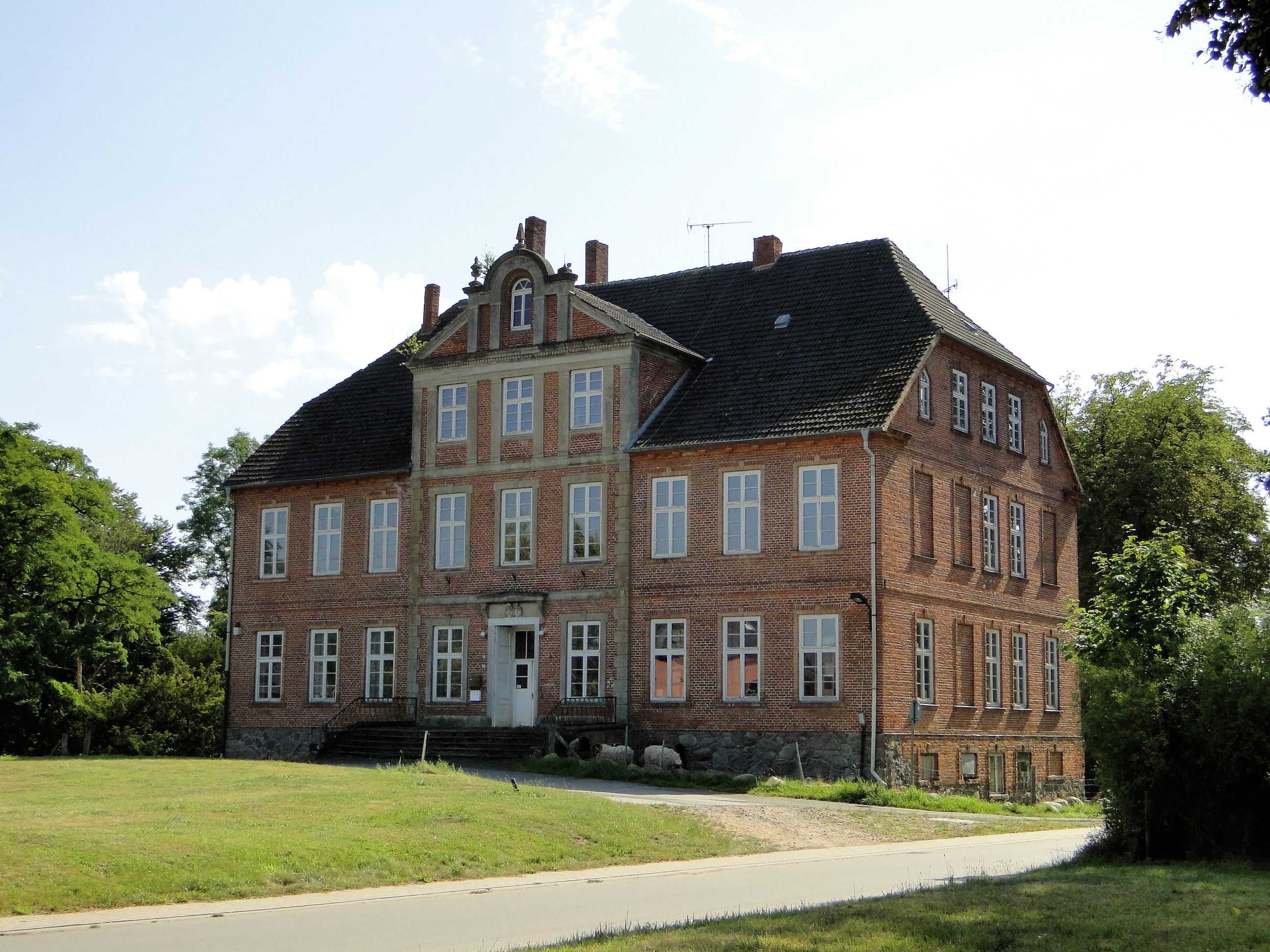
Rittergut Reez, Mecklenburg
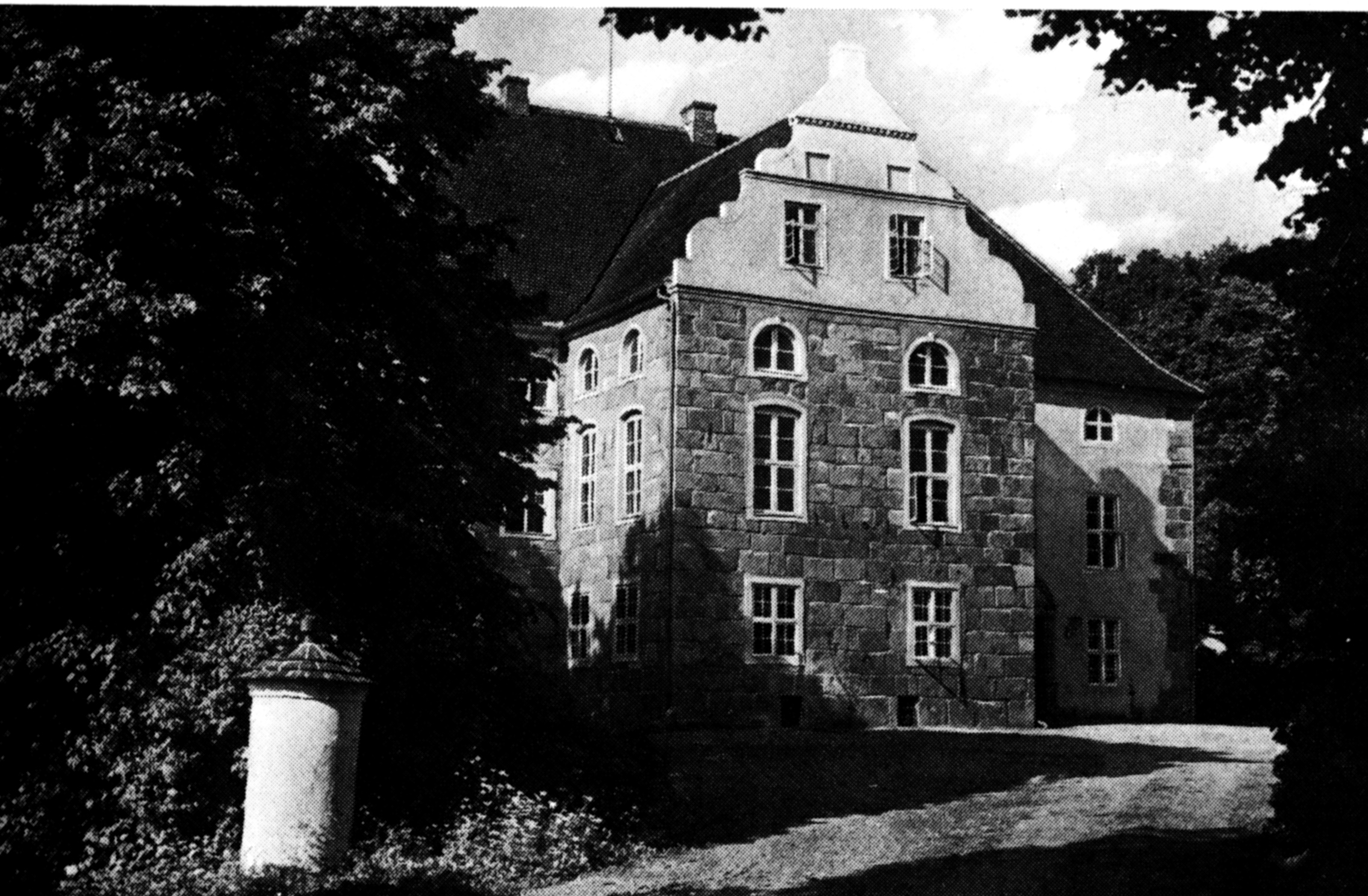
Rittergut Kurzen und Langen Trechow, Mecklenburg
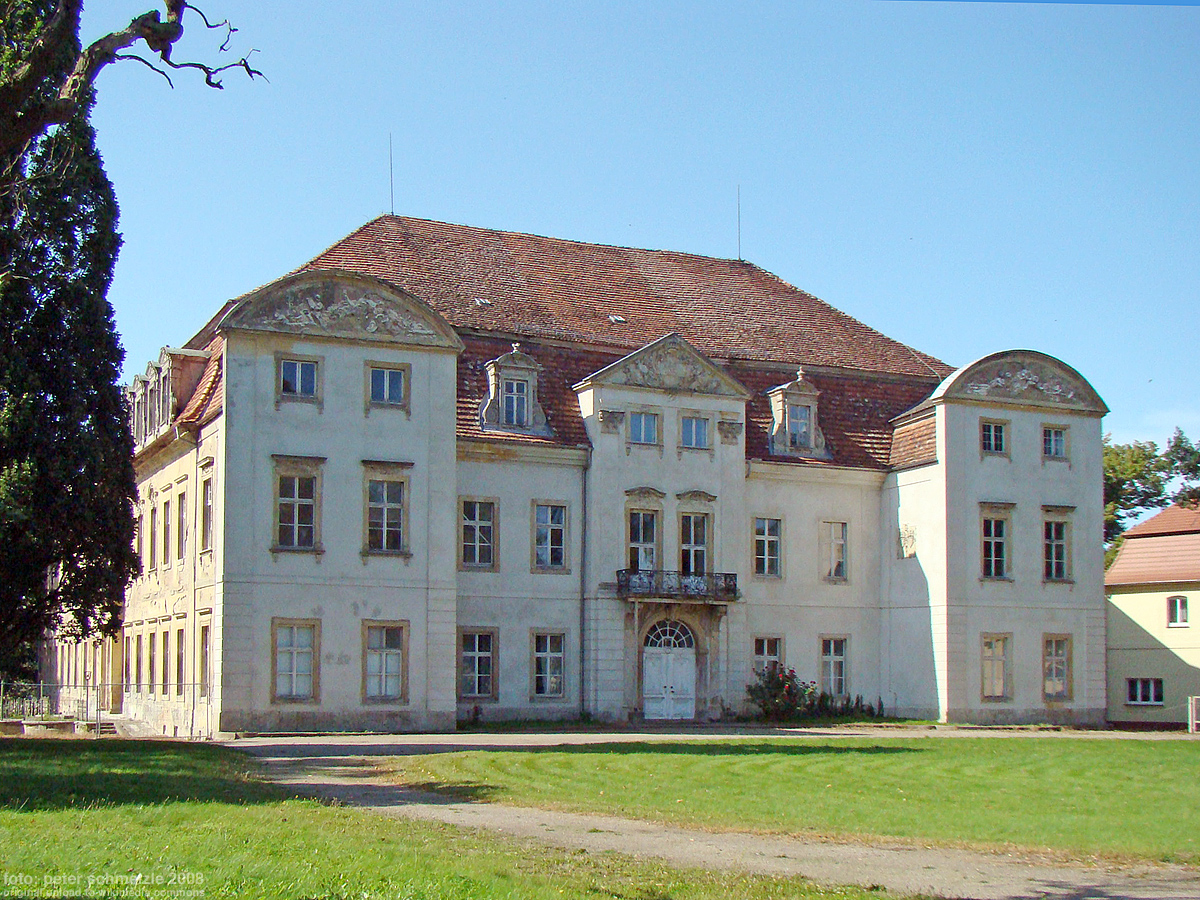
Schloss Ivenack, Mecklenburg

Um 1725 erwarb Helmuth von Plessen auf Cambs und Torgelow, seit 1741 Reichsgraf, das große Rittergut Ivenack – ein in der Reformation säkularisiertes Kloster – durch Heirat mit der Witwe des Erbauers des dortigen Barockschlosses; er stiftete 1761 einen Fideikommiss, der nach seinem Tode an seinen Neffen Helmuth Burchard Hartwig von Maltzahn († 1797) fiel, einen Sohn seiner Schwester Elisabeth Magdalene. Seither führten die jeweiligen Majoratsinhaber bis 1945 Titel und Wappen eines Reichsgrafen von Plessen, während die übrigen Nachfahren den freiherrlichen Namen Maltzahn behielten. Der letzte Fideikommissherr, Albrecht Freiherr von Maltzahn, Graf von Plessen (* 1891), beging am 6. Mai 1945 gemeinsam mit seiner Frau Selbstmord.

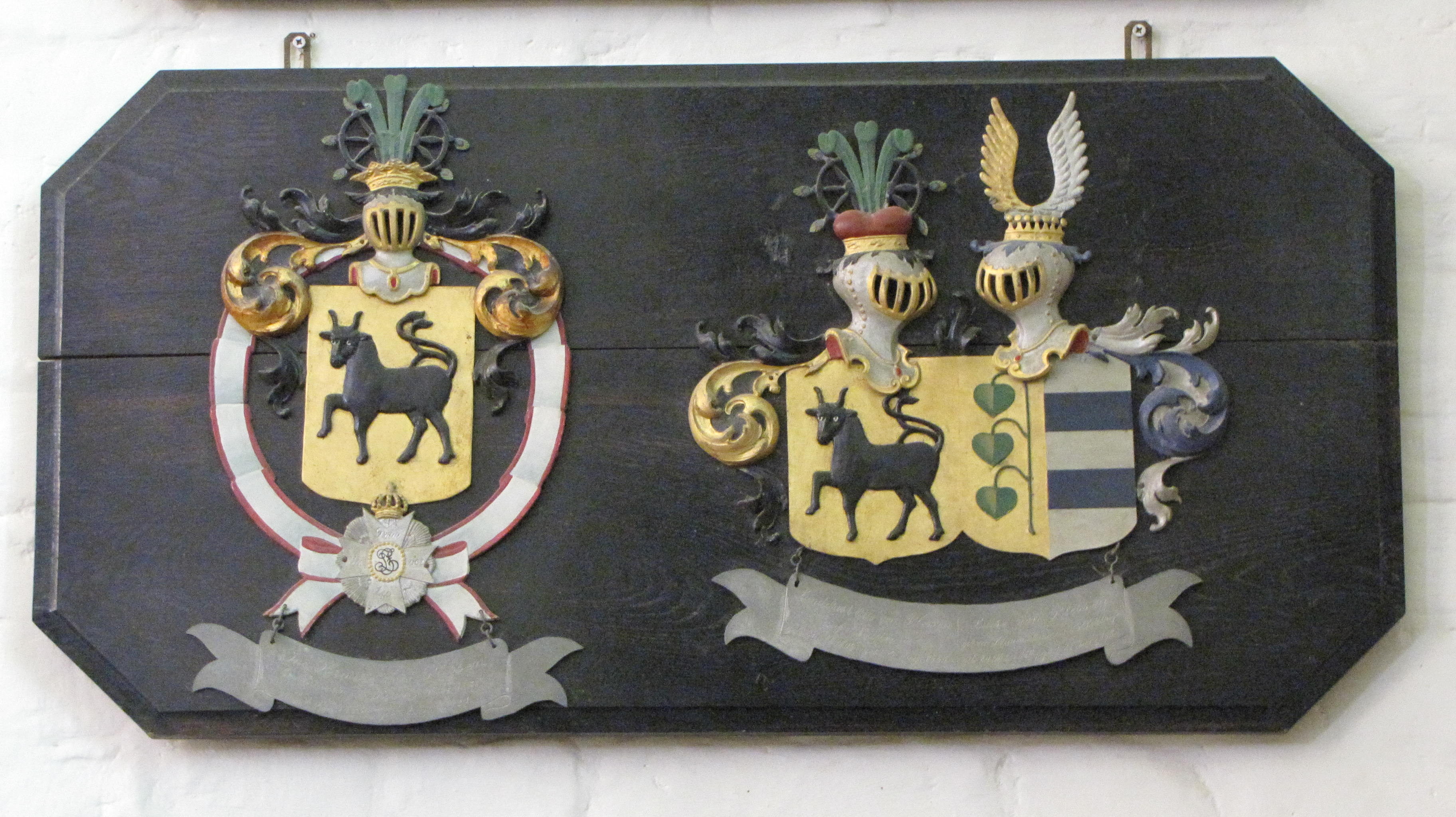
Plessenwappen im Nonnenchor der Klosterkirche Ribnitz

Als eines der ältesten mecklenburgischen Adelsgeschlechter waren die von Plessen frühzeitig auch mit dem Kloster Dobbertin verbunden. Schon 1343 wurde im Benediktinerinnenkloster Alheydis de Plesse als Priorissa (Priorin) erwähnt. Im Verzeichnis der Priorinnen und Jungfrauen zu Dobbertin von 1491 bis 1560, welches sich im Original im Dänischen geheimen Reichsarchiv zu Kopenhagen befindet und dort am 17. Mai 1859 vom Geheimen Archivrat G. C. F. Lisch aus Schwerin verglichen wurde, werden ab 1491 Caterina, Margarete und Elisabeth van Pletzen (Plessen) als Nonnen im Kloster Dobbertin geführt. In der 1591 aufgestellten Namensliste wird eine Sophia von Plessen als Unterpriorin nicht genannt. Auch nach der Reformation mit der Umwandlung des Nonnenklosters in ein adeliges Damenstift hatten ab 1572 die von Plessen über 300 Jahre viele ihrer Töchter zur Absicherung ihrer Versorgung in den verschiedensten Damenstiften Mecklenburgs untergebracht, vornehmlich im Kloster Rühn, im Klarissenkloster Ribnitz sowie im Kloster Dobbertin. Im Einschreibebuch des Klosters Dobbertin befinden sich 56 Eintragungen von Töchtern der Familien von Plessen aus Barnekow, Cambs, Damshagen, Dolgen, Gressow, Herzberg, Krambs, Klein Renzow, Müsselmow, Raden, Reez, Schönfeld, Steinhusen und Trechow aus den Jahren 1700–1902 zur Aufnahme in das dortige adelige Damenstift; zehn von ihnen wurden als Konventualinnen im Kloster Dobbertin aufgenommen. Neben einigen Wappenschildern und den Allianzwappen der Konventualinnen befindet sich an der nördlichen Gebetsloge auf der Nonnenempore in der Klosterkirche noch ein Bildwappen der 1711 ins Kloster gekommenen Magdalene von Plessen auf Müsselmow.

### Dänemark und Holstein
Ein Teil der Nachfahren Helmolds von Plessen wanderte im 17. Jahrhundert von Mecklenburg nach Dänemark und später nach Holstein. Der dänische Geheime Rat Christian Ludwig von Plessen heiratete 1702 Charlotte Amalie Skeel (aus dem dänischen Adelsgeschlecht Scheel/Skeel) und nahm den Namen „Scheel von Plessen“ an (siehe: Scheel von Plessen).
Zum Besitz der Barone Scheel-Plessen gehörte von 1702 bis zur Enteignung Deutscher in Dänemark 1945 das von der Familie Skeel geerbte Gut Fussingø in der Randers Kommune, das heute dem dänischen Staat gehört; an diesen Besitz (samt den holsteinischen Gütern Wahlstorf und Sierhagen) war seit 1829 der dänische Lehnsgrafenstand geknüpft. 1888 erhielt ein zweitgeborener Sohn den preußischen Grafenstand als Scheel-Plessen. Das seit 1736 im Familienbesitz befindliche Wahlstorf gehört heute einer Familienstiftung, Sierhagen gehört ebenfalls seit 1809 bis heute den Grafen Scheel-Plessen. Das dänische Gut Selsø war von 1720 bis 2004 im Besitz der Plessen und gehört heute den Freiherren von Malsen-Plessen. Aus der Familie Schreiber von Cronstern kam Anfang des 19. Jahrhunderts das Gut Nehmten in Holstein an die Grafen von Plessen-Cronstern; infolge Erbgangs gehört es heute Christoph Freiherr von Fürstenberg-Plessen.

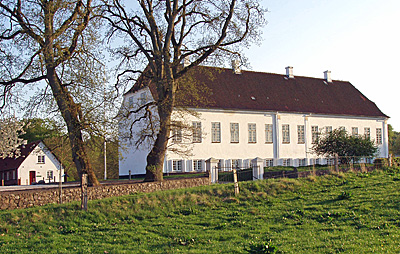
Gut Fussingø, Dänemark
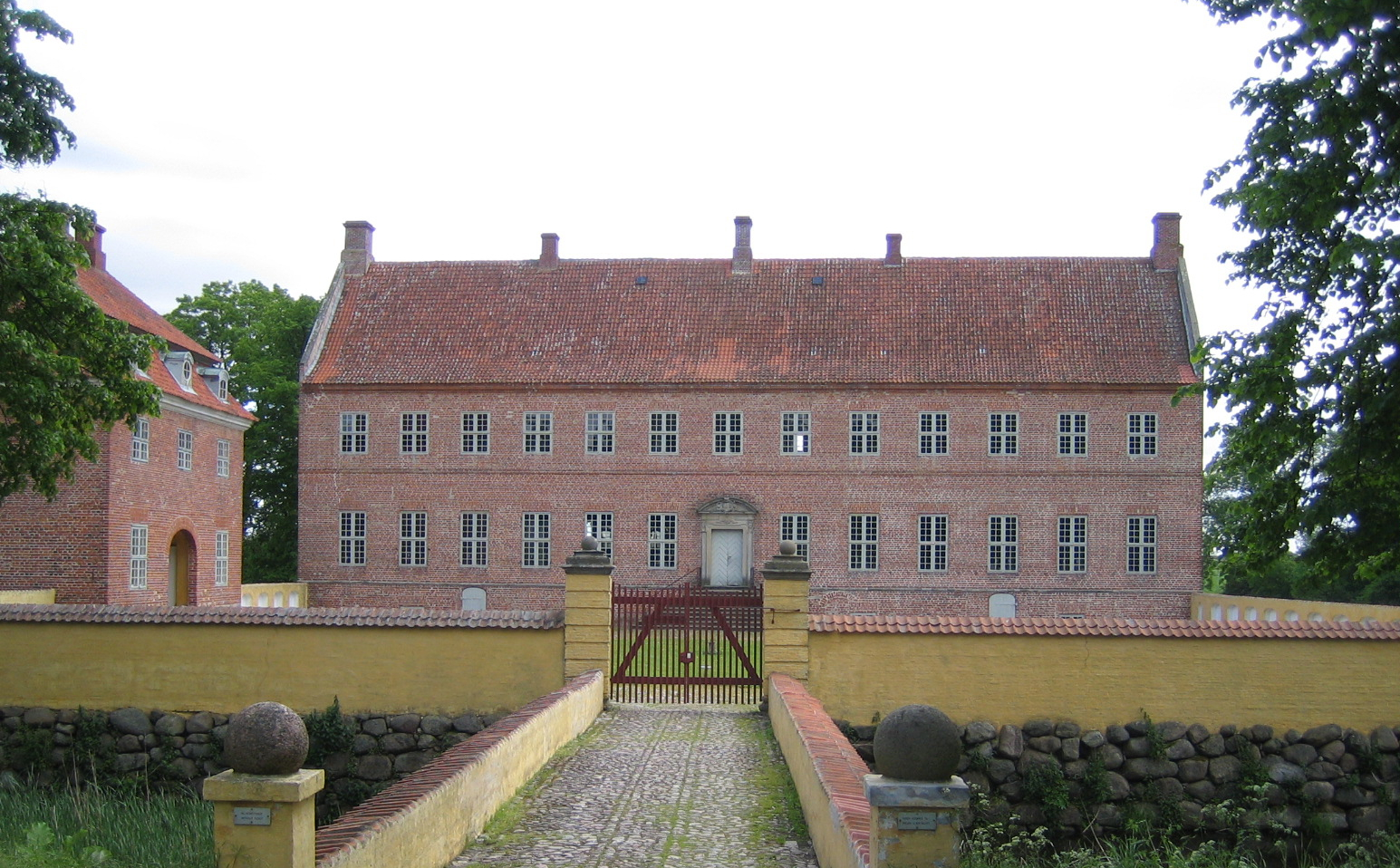
Gut Selsø, Dänemark
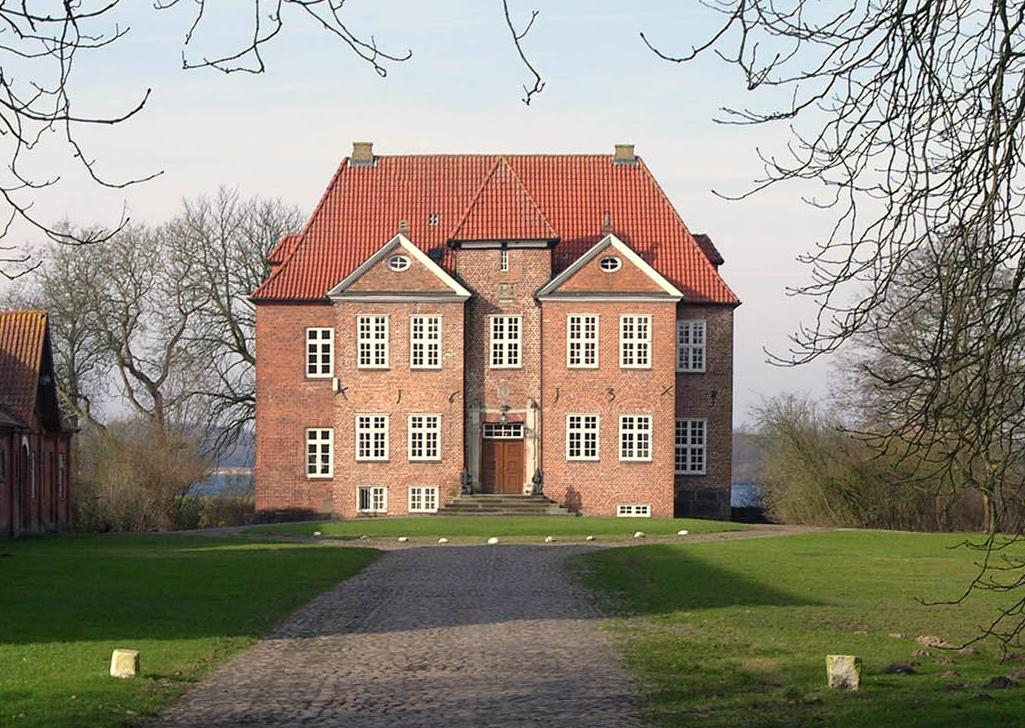
Gut Wahlstorf, Holstein
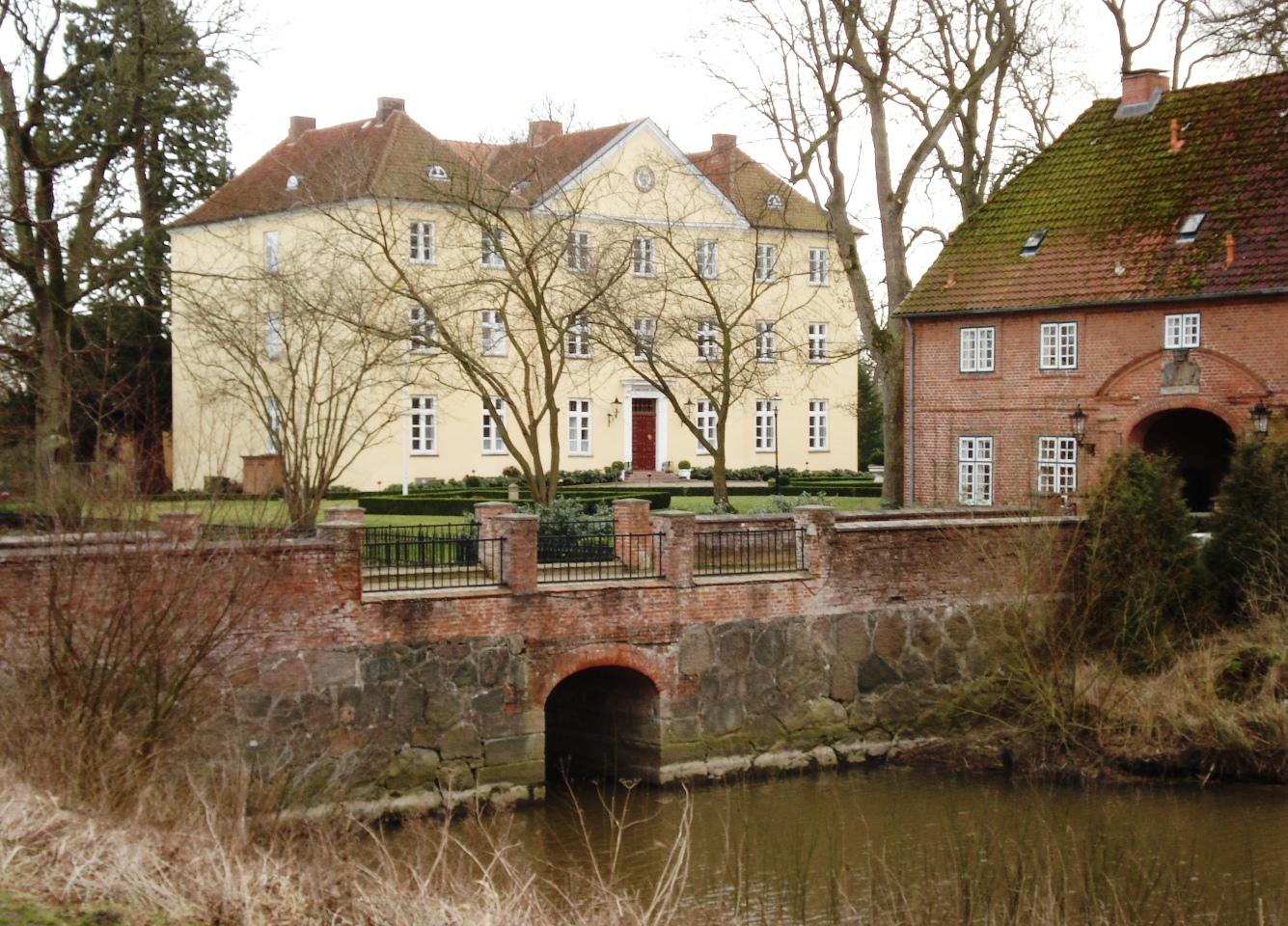
Gut Sierhagen, Holstein
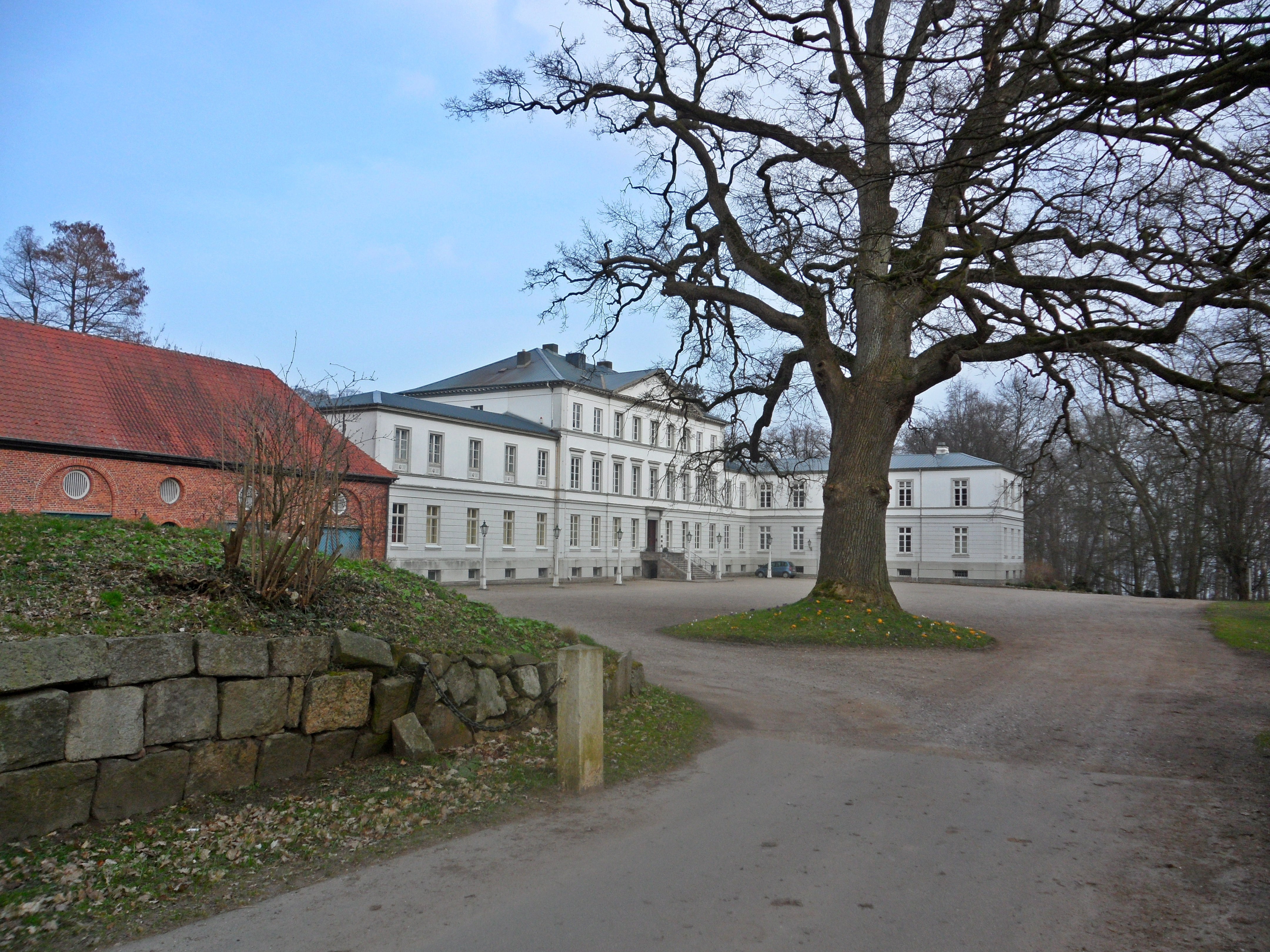
Gut Nehmten, Holstein

## Standeserhöhungen
- Gesandter Helmuth von Plessen (1699–1761): Erblicher Reichsgrafenstand 1. Mai 1741 (Fortführung von den Nachfahren einer in die Familie der Freiherrn von Maltzahn eingeheirateten Schwester, soweit sie Inhaber des Majorats Ivenack sind)
- Ludwig Freiherr von Plessen: 1827 Aufnahme des Freiherrn (Barons) in die Adelsmatrikel des Königreichs Württemberg (Familien des nicht begüterten Erbadels) gemäß der Kommission für die Adelsmatrikel des Ministeriums des Innern[24]
- Helmuth Friedrich Albrecht Wilhelm von Plessen (1778–1856): Kgl. Württembg. Bewilligung des Freiherrn-Prädikates 30. Dezember 1828 (Die Familie von Plessen gehörte durch den Besitz des Ritterguts Hohenentringen zunächst dem begüterten Erbadel Württembergs an. Durch Verkauf war sie aus diesem Status ausgetreten)[25][26]
- Kammerherr Mogens Joachim von Scheel-Plessen (1782–1853): Erblicher Dänischer Lehensgrafenstand Kopenhagen 29. September 1829 (Primogenitur und geknüpft an den Besitz von Fussingø, Sierhagen und Wahlstorf, i.e. des gräflich Scheel-Plessenschen Präzipuums)
- Oberpräsident Carl von Scheel-Plessen (1811–1892): Erblicher Preußischer Grafenstand Charlottenburg 16. April 1888 (Primogenitur und geknüpft an die Errichtung eines Fideikommiss)
- Kammerherr Carl Gabriel Graf von Scheel-Plessen (1845–1932): Erblicher Dänischer Grafenstand mit lehnsgräflichem Rang (Primogenitur und gebunden an den Besitz Fussingø) Schloss Bernstorff 17. Juli 1895 (Preußische Anerkennung Potsdam 29. April 1896)
- Königlich Preußischer Gesandter Ludwig Mogens Gabriel Baron von Plessen (1848–1929), aus dem gräflich Scheel-Plessenschen Haus: Erblicher Preußischer Grafenstand sowie Namen- und Wappenvereinigung mit denen von Cronstern, geknüpft an den Besitz des Cronsternschen Fideikommiss Nehmten Potsdam 1. November 1897, Patent Kassel 17. August 1898

## Wappen
- Die früheste Wappenabbildung der burggesessenen Herren/Edelherren von Plesse aus dem Jahr 1209 zeigt auf rotem Schild einen silbernen Maueranker. Das Wappen schmückt zusammen mit zweiunddreißig anderen Wappen das Quedlinburger Wappenkästchen,[27] ein Reliquiar aus dem Schatz der dortigen Stiftskirche.[28] Alle Wappen auf dem Kunstwerk sind ohne Helmzier und Decken dargestellt. Spätere Plesse-Wappen zeigen auf silbernem Schild einen roten Maueranker oder, der Überlieferung zufolge, auch einen goldenen Schild mit dem roten Maueranker.[29] Das Vollwappen zeigt über dem Schild den Helm mit Decken in den jeweiligen Wappenfarben und dem roten Maueranker vor einer mit Pfauenfedern besteckten Säule in der Tingierung des Schildes.
- Das Stammwappen der nach Mecklenburg ausgewanderten Linie zeigt (in Anlehnung an das landesherrliche Wappen) in Gold einen nach rechts schreitenden, rot bezungten schwarzen Urstier. Auf dem Helm mit schwarz-goldenen Decken zwei halbe rote Räder, ringsum besteckt mit 21 Pfeilschäften, die auf ihrer Spitze Sterne tragen (Siegel des Johann von Plesse 1318), woraus später natürliche Pfauenfedern wurden.

Historische Wappenbilder und Siegel

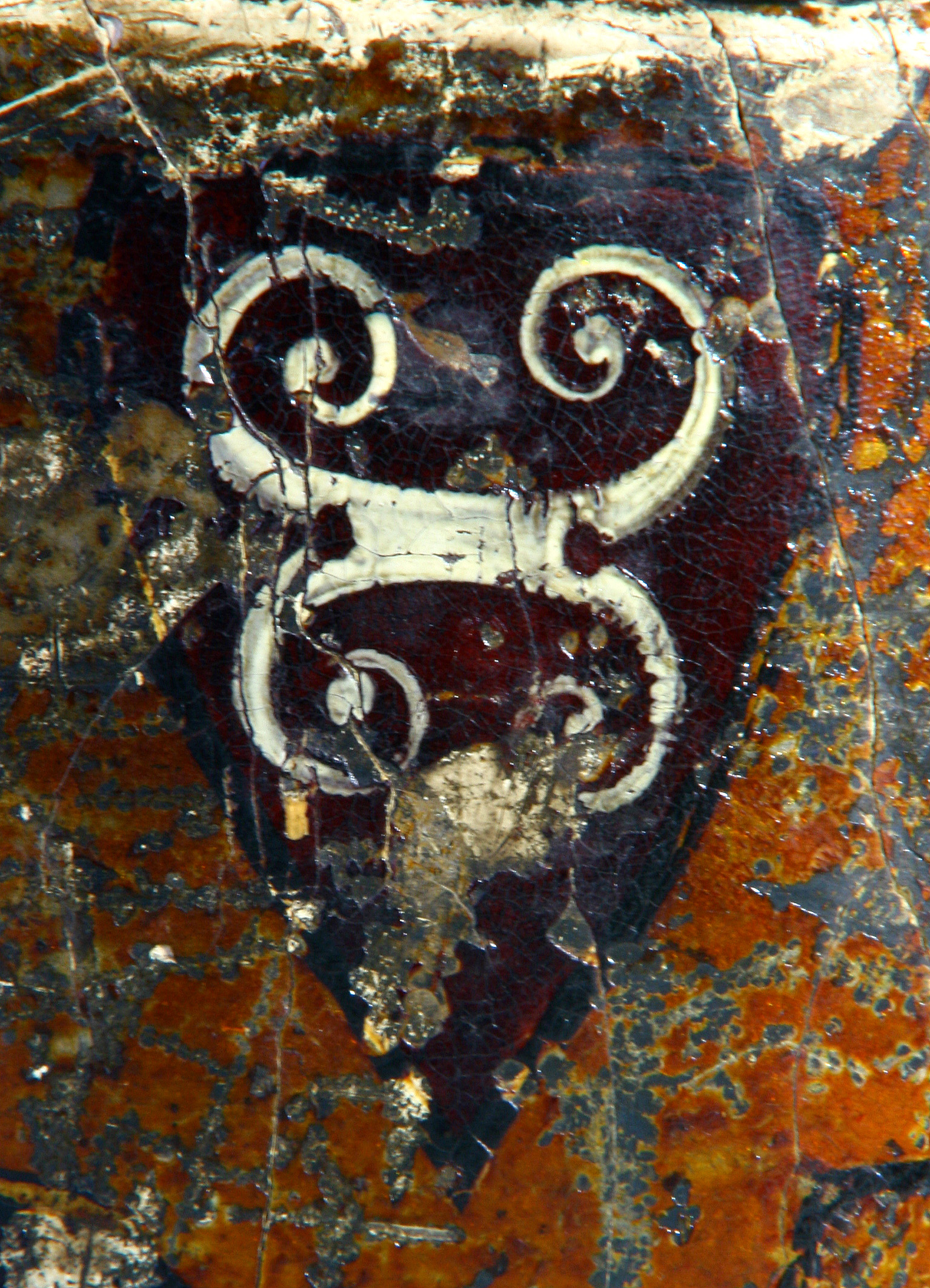
Quedlinburger Wappenkasten von 1209 – das Wappen Helmolds II. von Plesse
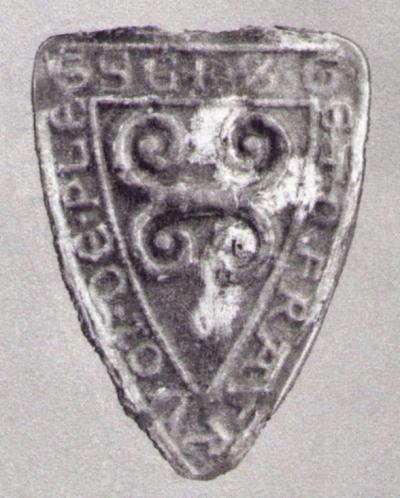
Siegel von Gottschalk III. von Plesse (1238–1300)
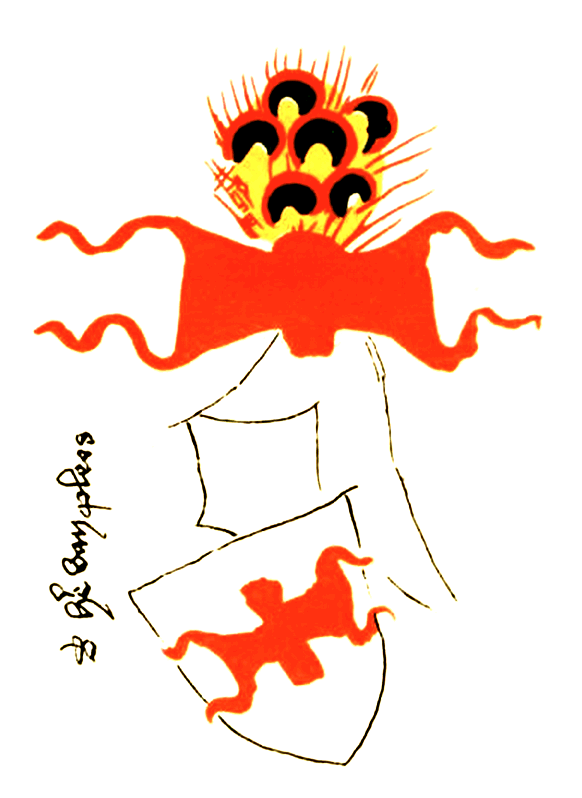
Wappen im „Wappenbuch von den Ersten, Codex Seffken“ von 1379
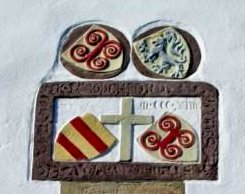
Plesse-Wappen an der Kirche von Eddigehausen
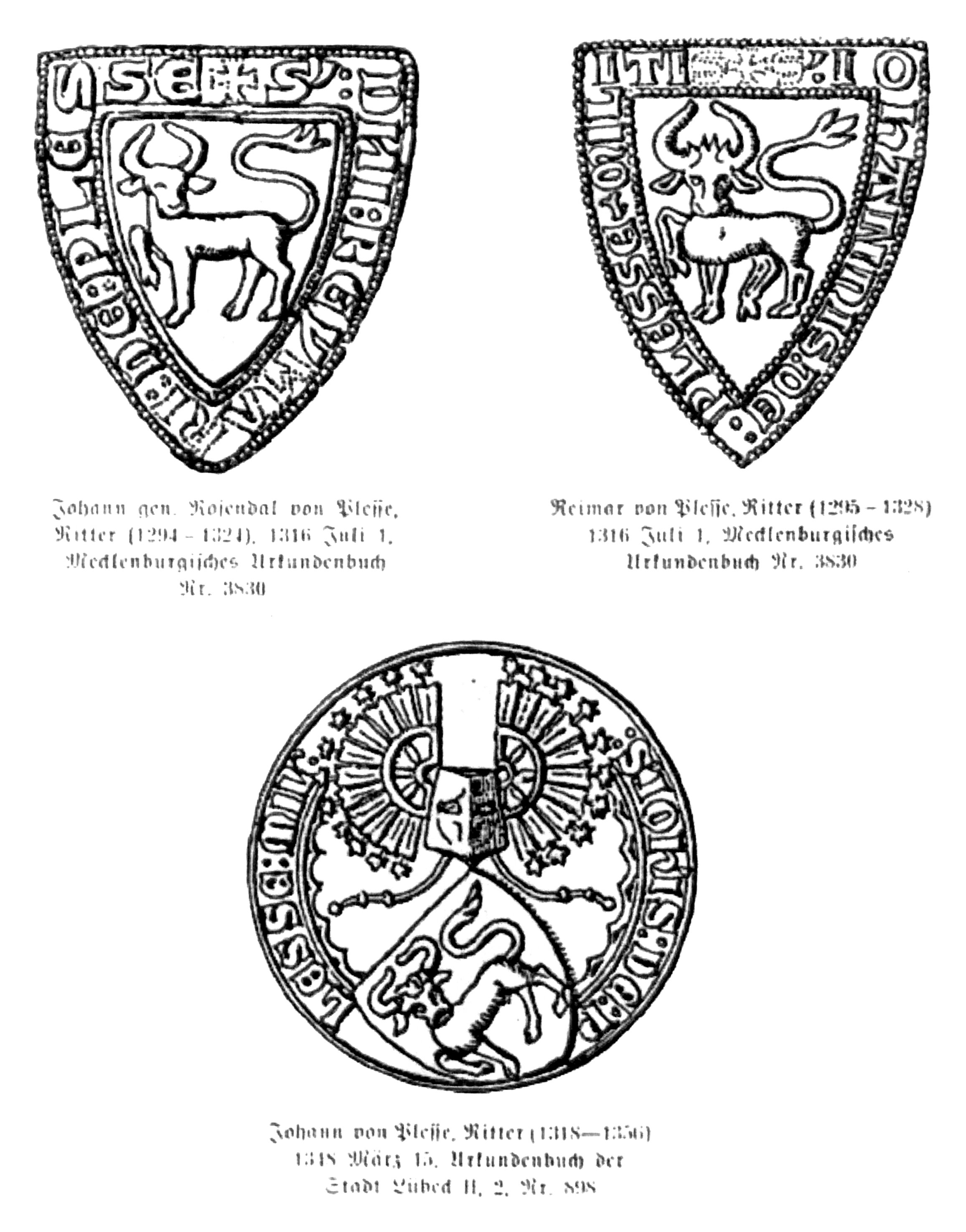
Siegel der Ritter Johann und Reimar von Plesse
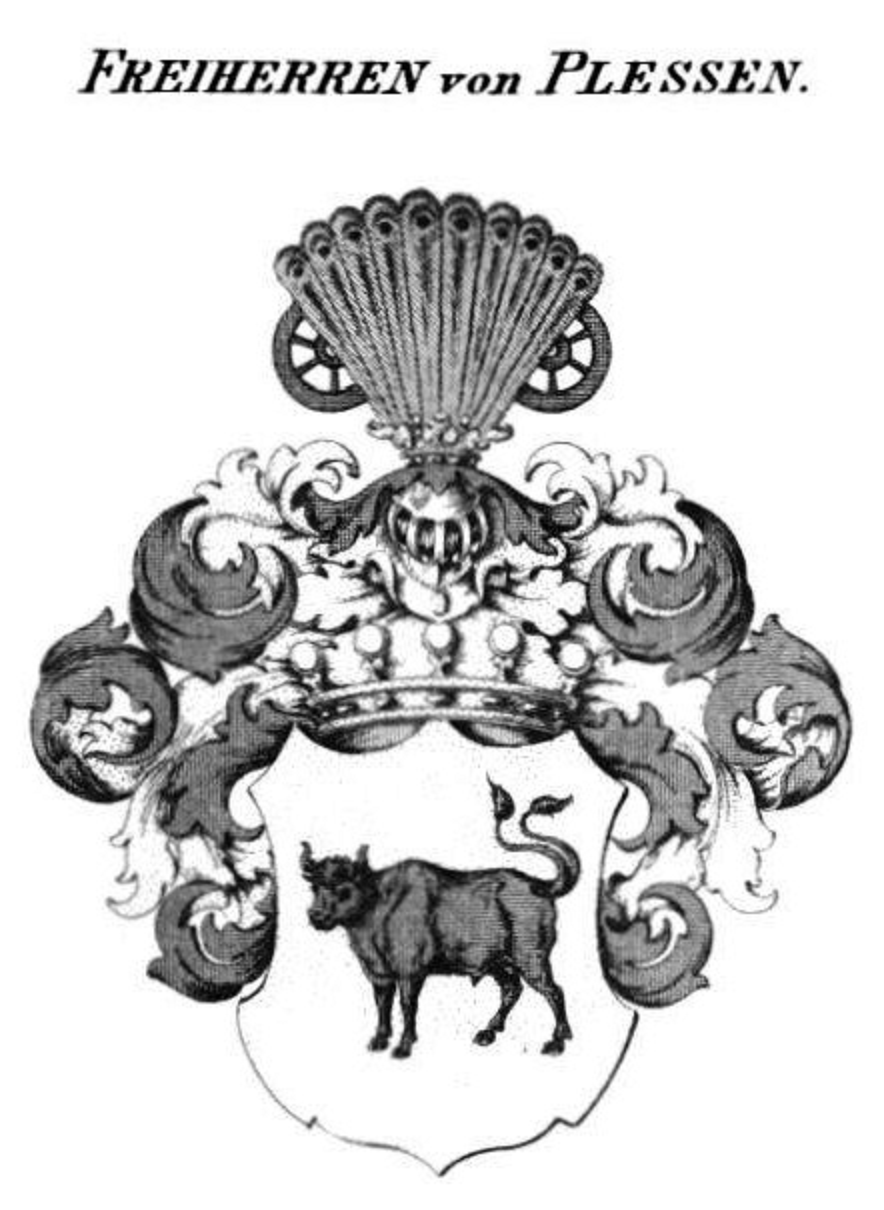
Wappen der Freiherren von Plessen
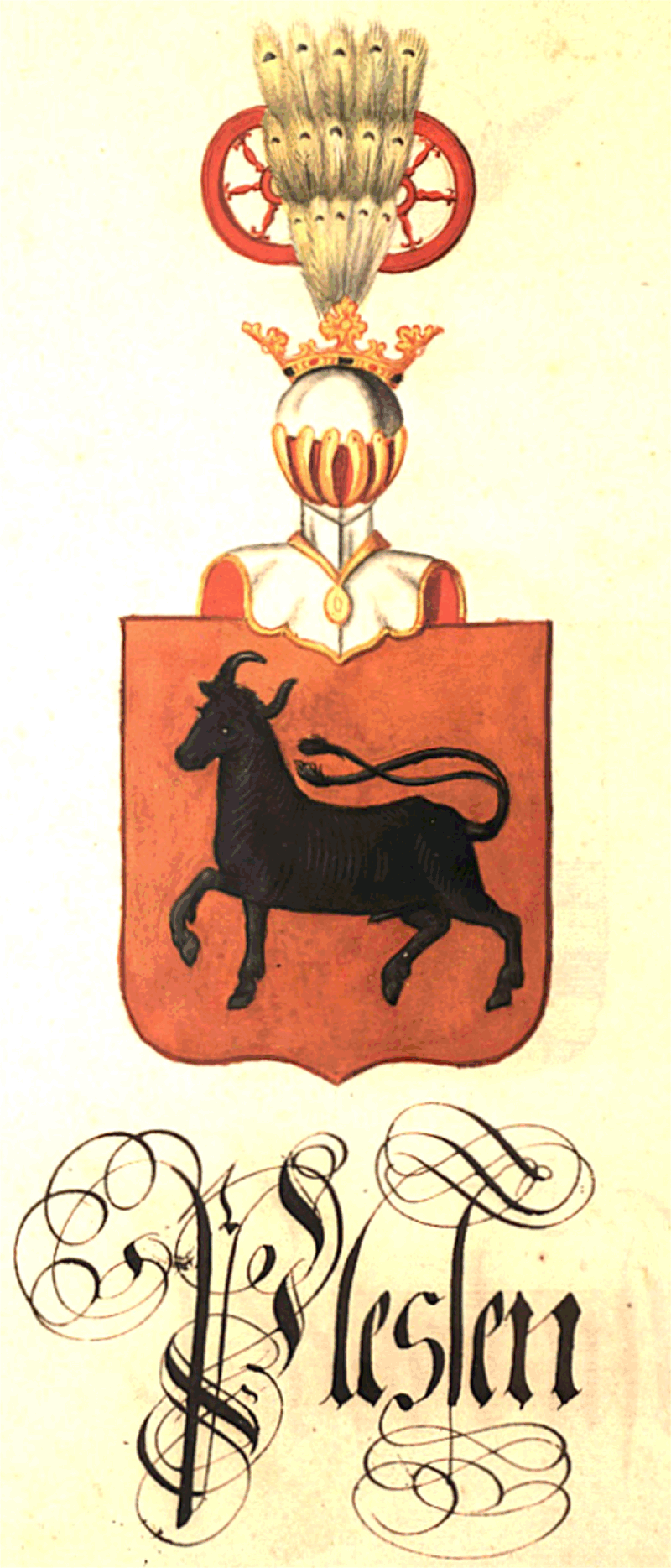
„Wappen Schleswig-Holsteinischer, Dänischer und anderer adeliger Familien“
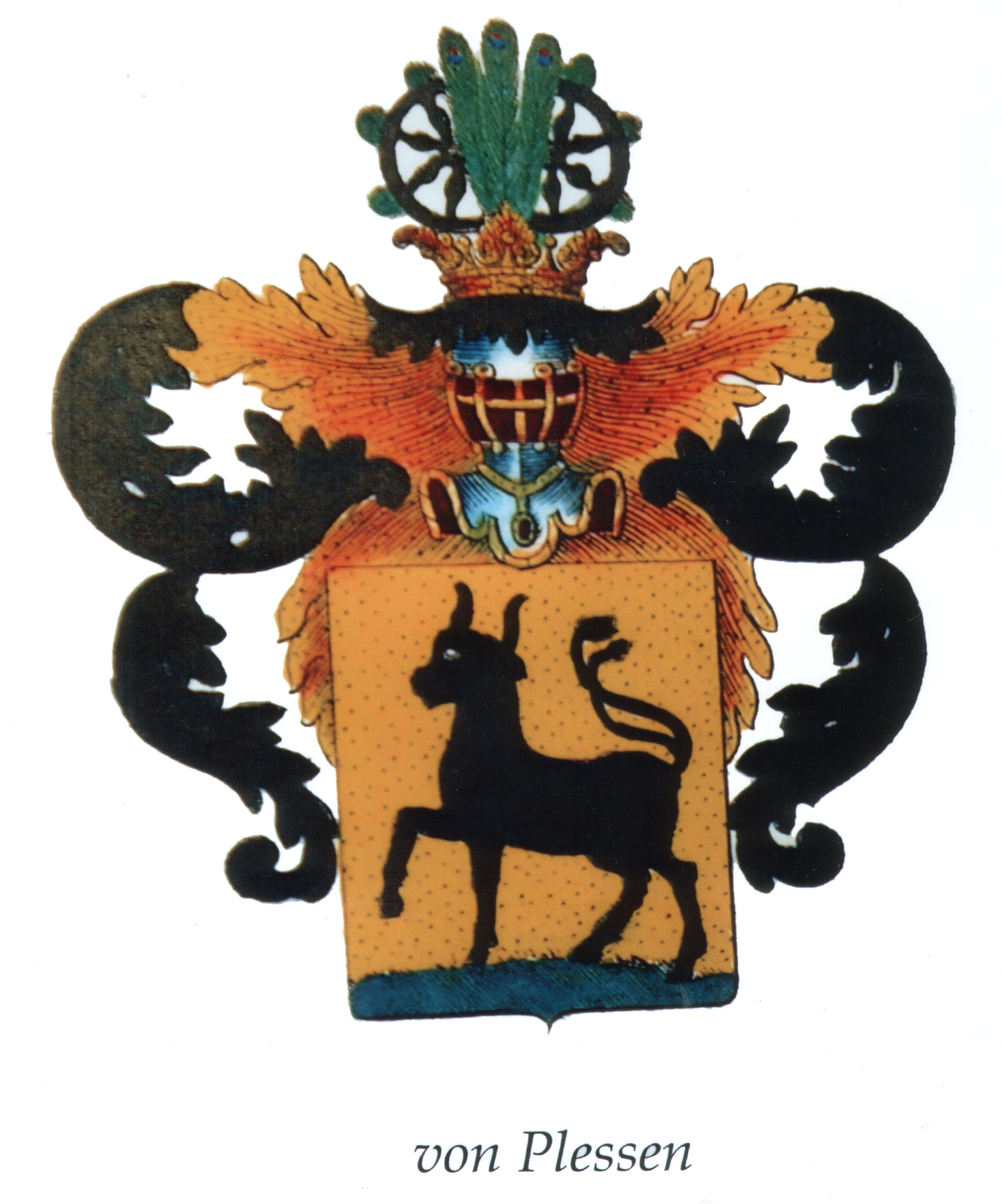
Wappen aus dem Lexikon Mecklenburg Vorpommern
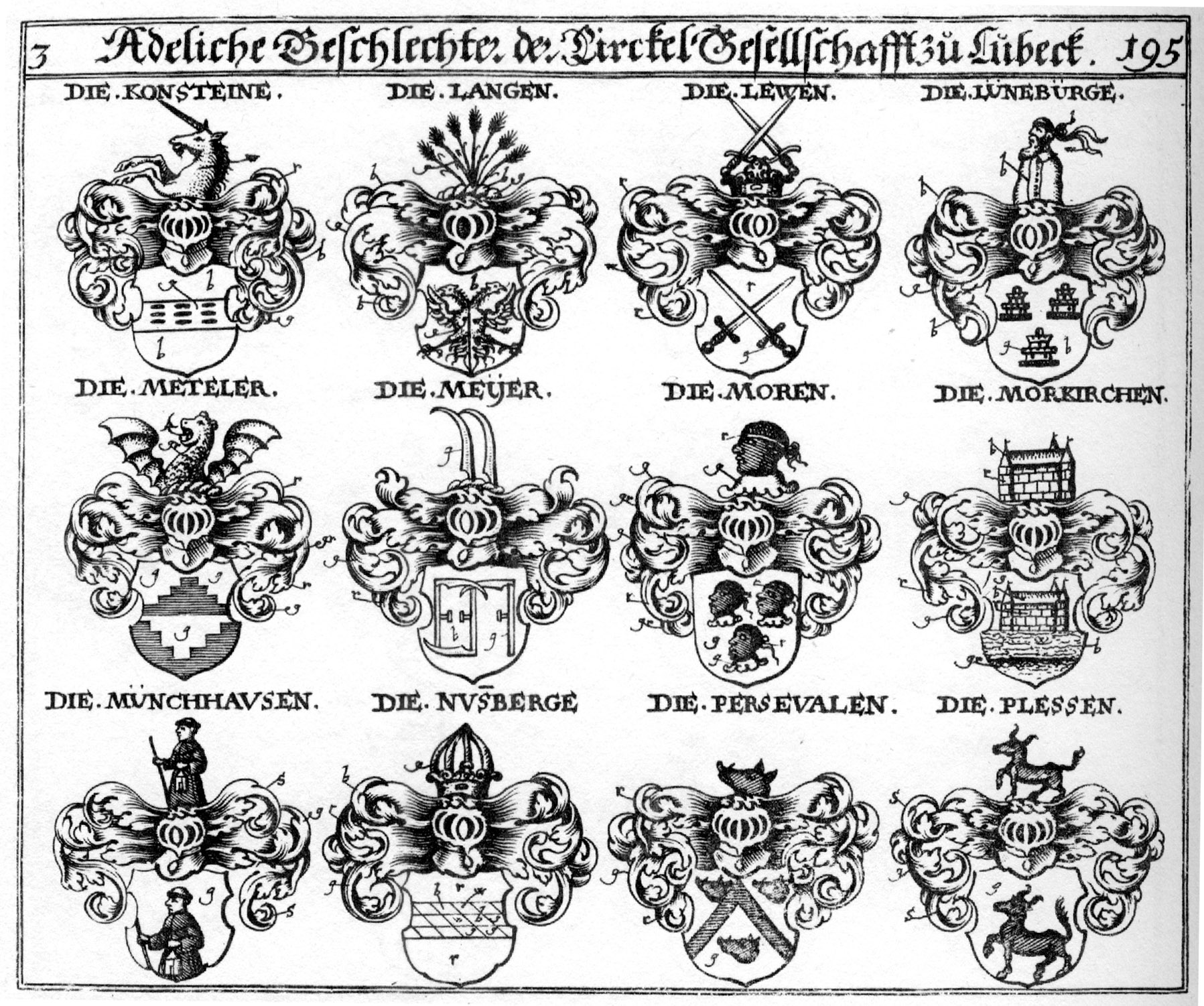
„Adeliche Geschlechter der Circkel Gesellschafft zu Lübeck“ untere Reihe, letztes Wappen: Plessen

## Historische Stätten
- Burg Arpshagen, abgegangene Burganlage bei Klütz
- Burgwall Barnekow bei Wismar
- Burg Plesse, Lage, Baubeschreibung, Geschichte, ausgewertete Urkunden.
- Dorfkirche Hohen Viecheln, wurde der Überlieferung nach von Helmold von Plesse gegründet.[32]
- Dorfkirche Müsselmow, wurde der Überlieferung nach von Helmold von Plesse gegründet.
- Dorfkirche Herzberg, wurde der Überlieferung nach von Helmold von Plesse gegründet.
- Dorfkirche Holzendorf, wurde der Überlieferung nach von Helmold von Plesse gegründet.
- Dorfkirche Wamckow, wurde der Überlieferung nach von Helmold von Plesse gegründet.
- von Plessen-Kapelle im Lübecker Dom.
- Dorfkirche Gressow, Grabkirche der Plessen im Klützer Winkel mit zwei Epitaphien, das erste aus Sandstein ein Werk der Spätrenaissance, das zweite für den mecklenburgischen Hofgerichtspräsidenten Curt Valentin von Plessen (1603–1679).[33]
- St.-Thomas-Kirche (Damshagen) Das Patronat des Dorfes und der Kirche hatten die von Plessen inne, Urkundlich wurden sie erstmals 1336 durch den Knappen Berndt (Bernhard) von Plesse erwähnt.
- Rittergut Damshagen, ältestes Stammgut der Familie von Plesse(n) in Mecklenburg und für mehr als 600-Jahre (bis zur Enteignung im Zuge der Bodenreform in der Sowjetischen Besatzungszone im Jahr 1945) in Familienbesitz.
- Rittergut Müsselmow, unter dem mecklenburgischen Lehnsmann Johann von Plesse im Jahr 1333 erstmals urkundlich als Mucelmow erwähnt; bis 1799 (mit kurzen Unterbrechungen) in Familienbesitz.
- Rittergut Großenhof, gehörte neben Damshagen und Müsselmow zu den ältesten Stammsitzen der Familie in Mecklenburg.
- Gut auf der Halbinsel Wustrow, es wurde 1696 an den Generalleutnant Samuel Christopher von Plessen verkauft.
- Das Gut Langen Trechow gehörte der Familie lange Zeit; erhalten ist der Speicher.
- Gut Neperstorf bis 1813
- Gut Sierhagen, Holstein, seit 1809 bis heute
- Gut Wahlstorf, Holstein, seit 1736 (heute Familienstiftungsbesitz)
- Gut Schönfeld, Mecklenburg, 1933–1945 und seit 1991

## Biographien

### Helmold I. von Höckelheim und ausgewählte Nachkommen

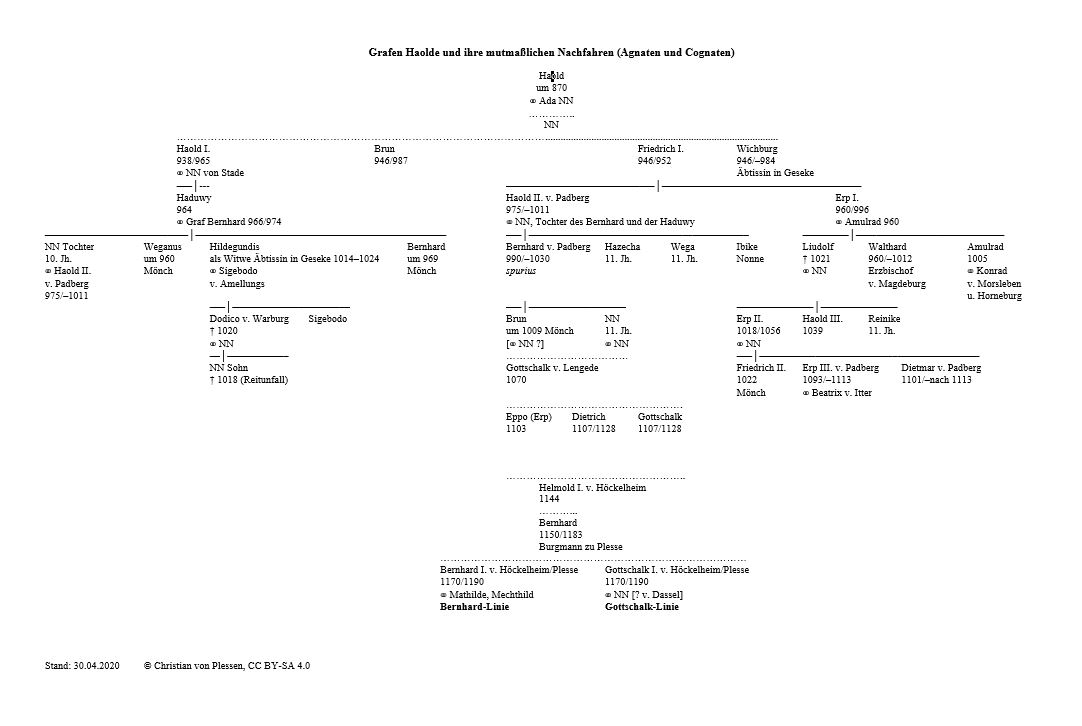
Hypothetische Stammtafel: Grafen Haolde, die mutmaßlichen Vorfahren der Herren von Höckelheim/Plesse

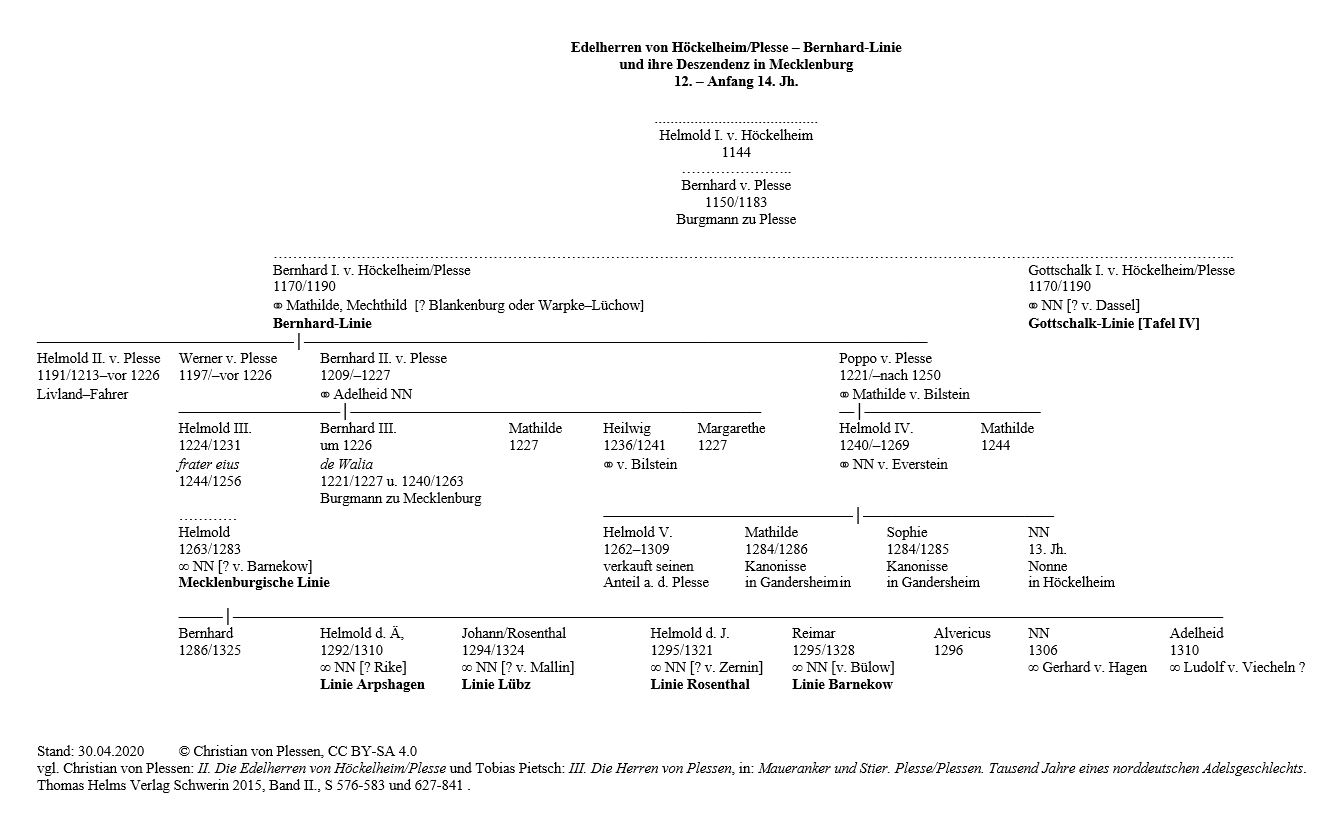
Stammtafel: (ältere) Bernhard-Linie der Herren von Höckelheim/Plesse

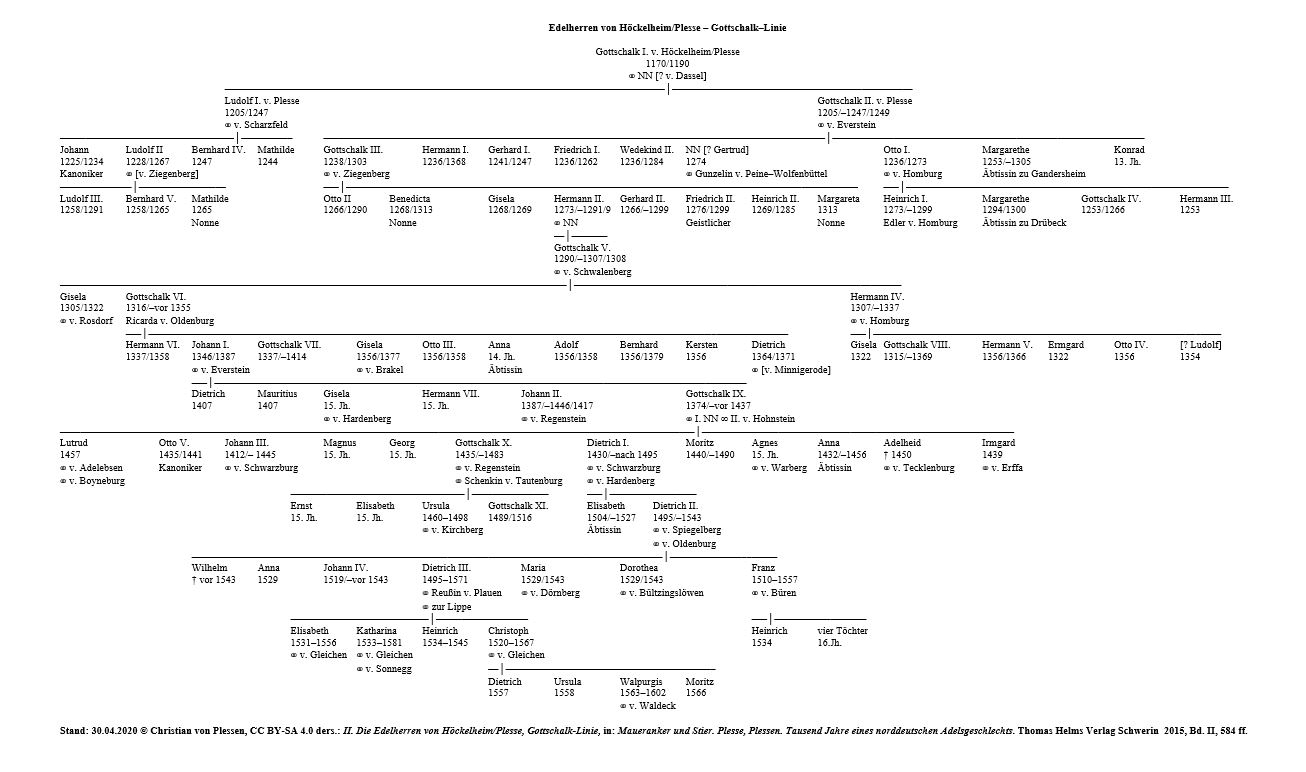
Stammtafel: (jüngere) Gottschalk-Linie der Herren von Höckelheim/Plesse

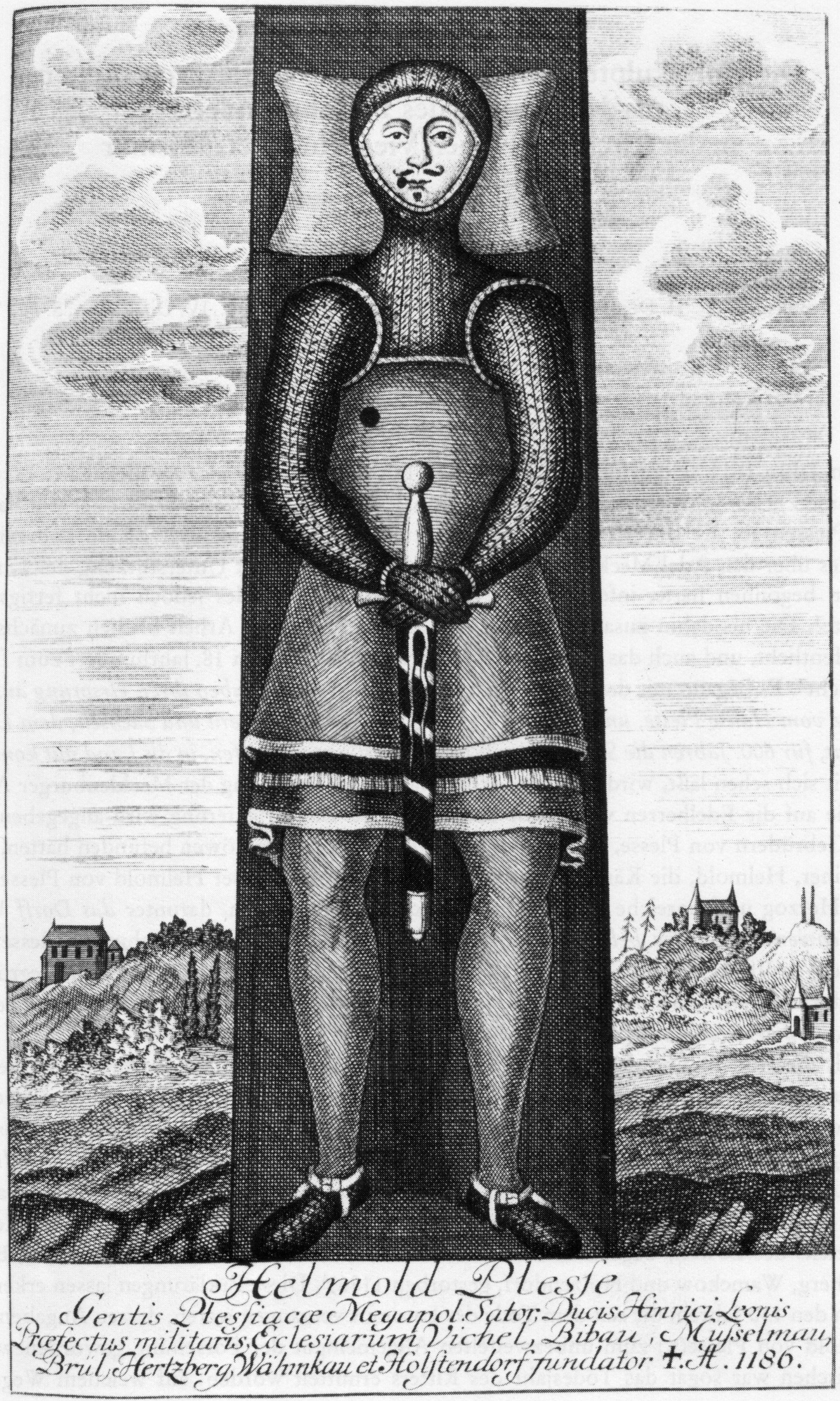
Ritter Helmold von Plesse; unten sind die sieben „Plessen-Kirchen“ aufgeführt. Darstellung von 1743

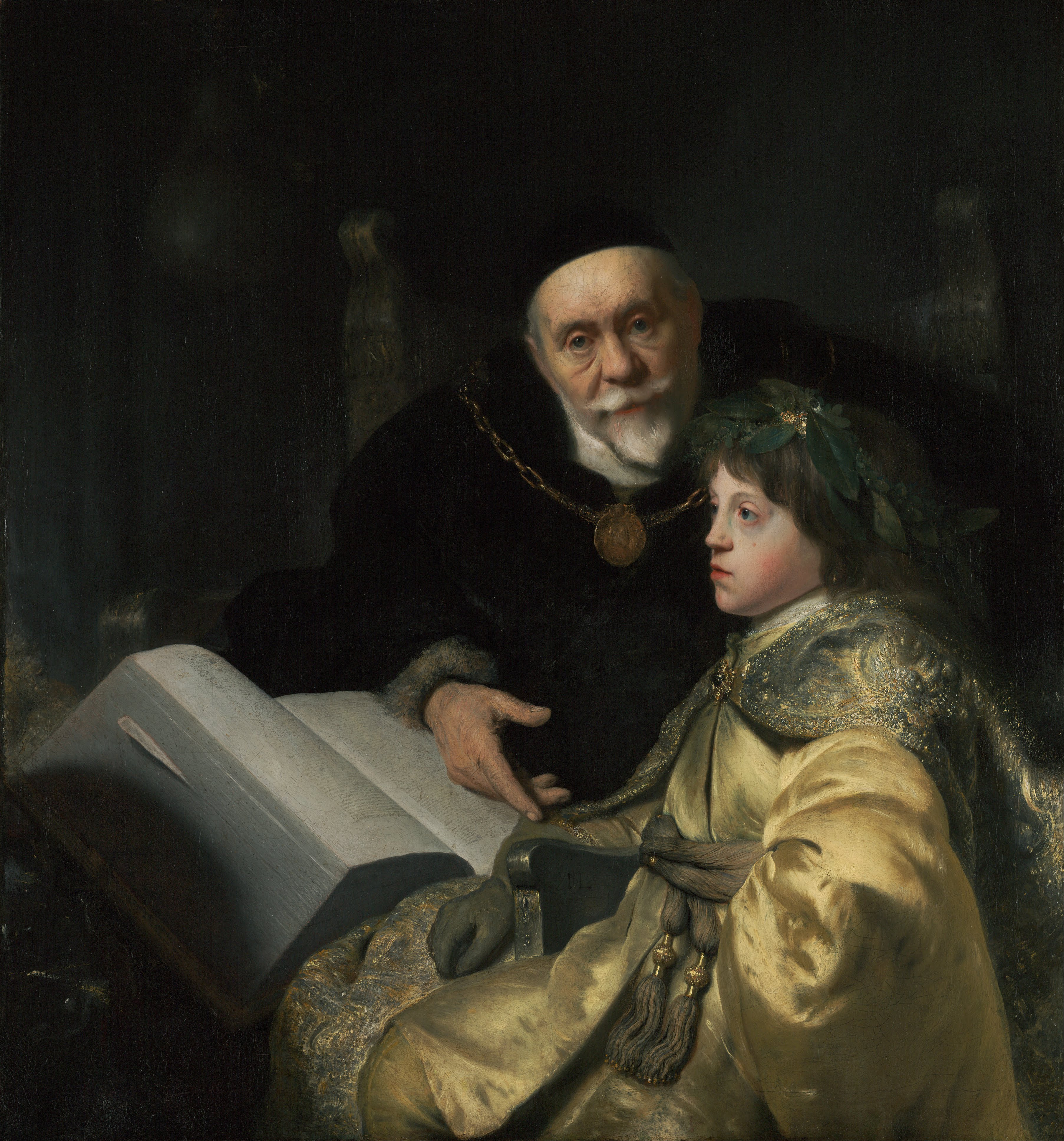
Volrad von Plessen als Lehrer von Prinz Karl Ludwig, Gemälde von Jan Lievens, 1631

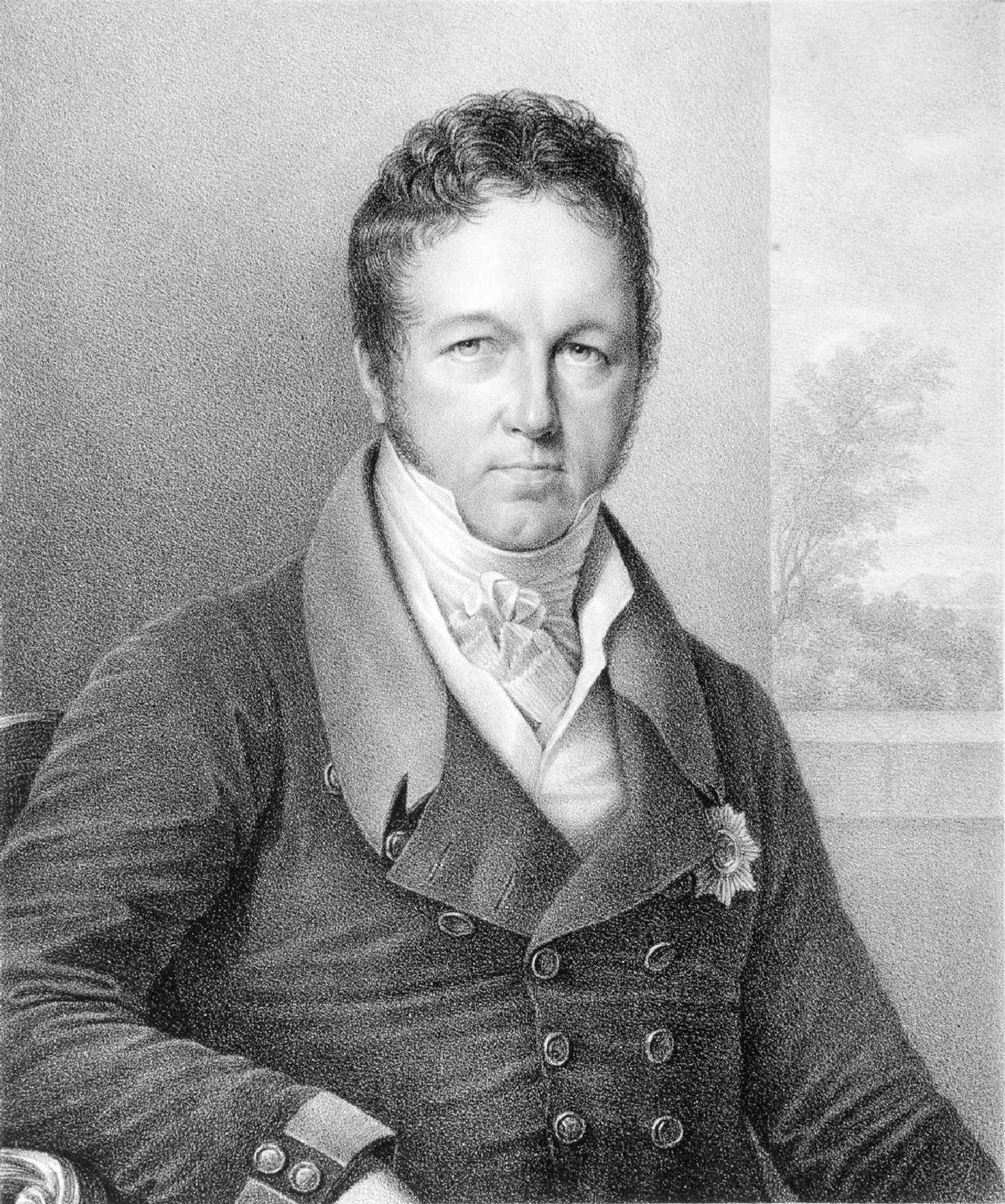
Leopold von Plessen, Minister, Repräsentant auf dem Wiener Kongress, Geheimeraths- und Regierungspräsident von Mecklenburg-Schwerin

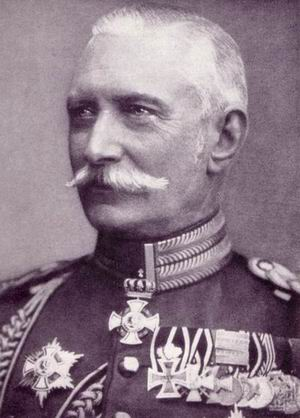
Hans von Plessen, Generaloberst mit dem Rang als Generalfeldmarschall, mit 76 Lebensjahren ältester aktiver Offizier des Deutschen Kaiserreiches

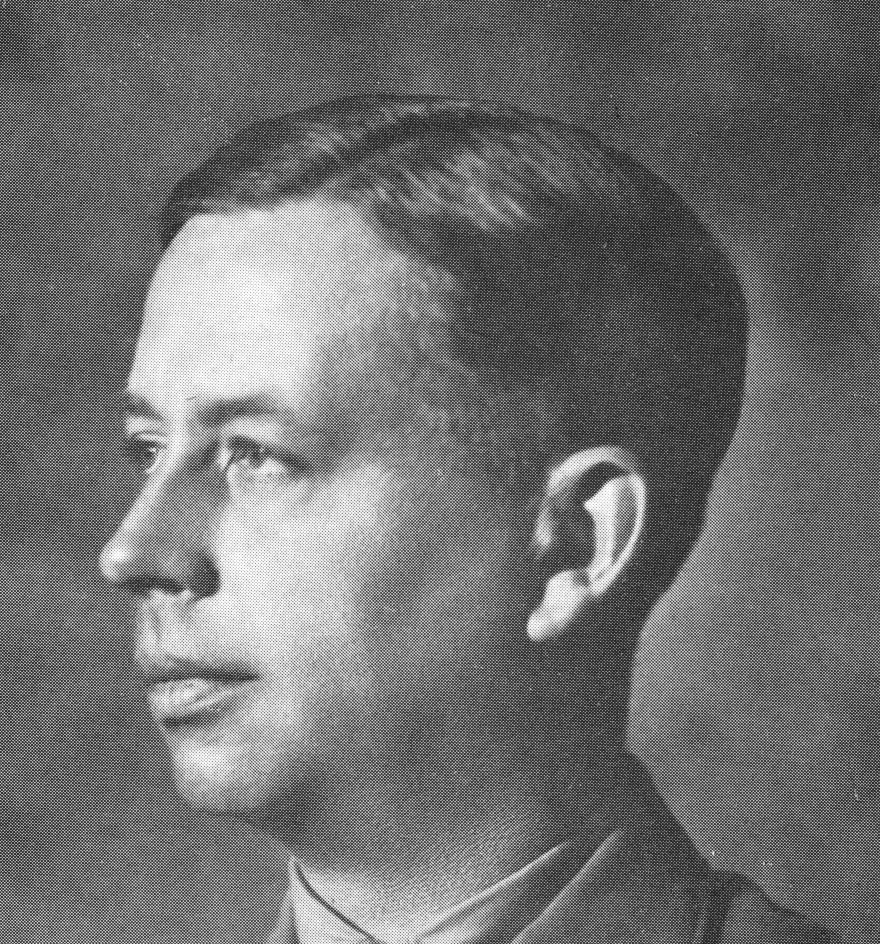
Hennecke von Plessen, Gauwirtschaftsberater der NSDAP in Mecklenburg

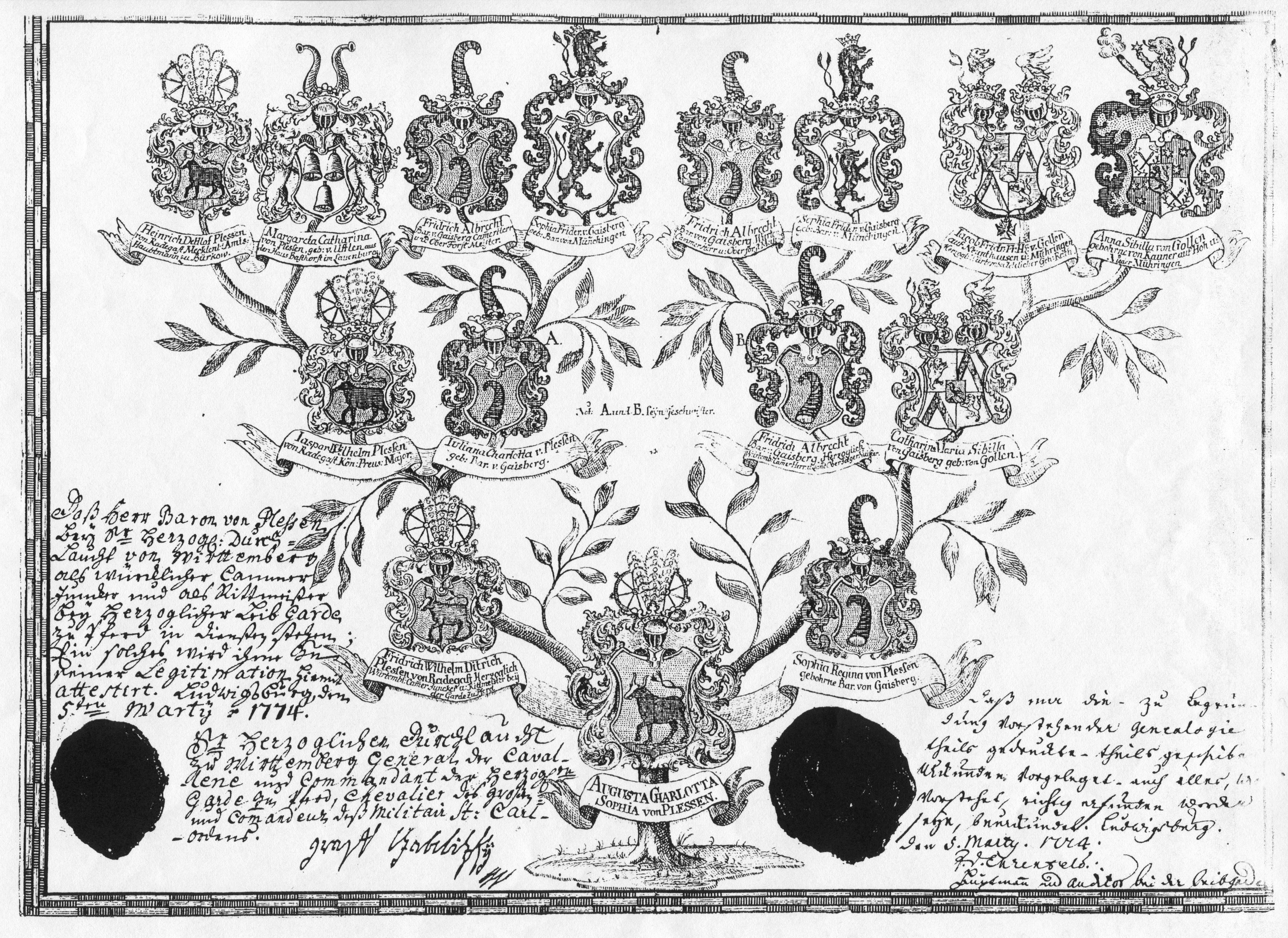
Ahnennachweis für Augusta Charlotta Sophia von Plessen (1772–1840, Württembergische Linie der Plessen)

- Helmold I. von Höckelheim (Helmoldus de Huckelem, 1. Hälfte 12. Jahrhundert) erscheint zweimal als Zeuge in Urkunden. Die erste Urkunde wurde in Grone am 26. Juli 1097 ausgestellt und vom hessischen Historiker Helfrich Bernhard Wenck erwähnt.[34] Die Urkunde, in der Kaiser Heinrich IV. den Verkauf eines Gutes nebst drei Hörigen an das Kloster Helmarshausen bestätigt, ist nach neuen Forschungen eine Fälschung aus dem 12. Jahrhundert.[35] Eine weitere Urkunde wurde am 26. Juni 1144 in Northeim auf Veranlassung des Abtes Wicelin von Northeim ausgestellt, worin er auf Bitten Siegfrieds IV. von Boyneburg bestätigt, dass der Ort Amelungsborn, der dem Kloster zur Gründung geschenkt war, von Siegfried III. – dem Sohn Ottos von Northeim – durch Tausch vom Kloster zurückgenommen und von dessen Sohn Siegfried IV. zur Ausstattung des Klosters Amelungsborn abermals verwendet wurde. Zu den Zeugen der Transaktion gehören u. a. Hermann II. von Winzenburg – Lehnsträger der bischöflich Paderborner Burg Plesse nahe Northeim –, dessen Bruder Heinrich von Assel, der im selben Jahr Richenza von Boyneburg zur Frau nimmt und Helmold von Höckelheim, dessen Besitz ebenfalls vor den Toren Northeims liegt. Die Echtheit dieser Urkunde wird nicht bezweifelt.[36] Vermutlich ist Helmold I. von Höckelheim ein Neffe der edelfreien Brüder Eppo/Erp (1103), Dietrich (1107/1128) und Gottschalk (1107/1128),[37] wobei einer von diesen sein Vater sein dürfte. Die drei Brüder sind wahrscheinlich die Söhne von Gottschalk von Lengede (1070),[38][39] der damit ein naher Verwandter – wenn nicht sogar der Großvater – von Helmold I. von Höckelheim wäre.[40] Gottschalk von Lengede entstammt wohl über Graf Bernhard von Padberg (um 990–1030)[41] dem franco-alemannischen Geschlecht der Grafen Haolde (nachweisbar ab 870).[42] Damit erklärt sich zum einen die spätere Vornamentradition der Edelherren von Höckelheim/Plesse (Bernhard, Helmold, Gottschalk), aber auch deren Besitztradition in Lengede,[43] Hullersen[44] und Höckelheim selbst, worüber nicht nur Gottschalk von Lengede, die Edelherren Eppo/Erp, Dietrich und Gottschalk verfügen – sondern später auch die Edelherren von Höckelheim/Plesse, sowohl in der älteren Bernhard-Linie als auch in der jüngeren Gottschalk-Linie.

- Bernhard von Plesse (1150/1183), bis 1152 Burgmann zu Plesse für Hermann II. von Winzenburg (1123–1152), bis 1180 für Heinrich den Löwen und ab dann bis 1183 selber Lehnsträger des Bischofs von Paderborn auf Burg Plesse
- Bernhard I. von Höckelheim/Plesse (1170/1190), Begründer der älteren Linie, erhält zusammen mit seinem Bruder Gottschalk I. (1170/1190) (Begründer der jüngeren Linie) nach Bernhard von Plesse (1150/1183) die Burg Plesse vom Bistum Paderborn zu Lehen
- Helmold II. von Plesse[45] (erstmals erwähnt 1191), Gefolgsmann Kaiser Ottos IV., 1211 Befehlshaber eines Kreuzheeres in Livland, Zeuge bedeutender politischer Beurkundungen im Ostseeraum
- Poppo von Plesse (1209–1247; † vor 1255), Ritter, jüngster Sohn Bernhards I., stiftet mit seinen Vettern aus der „jüngeren Linie“ 1247 das Kloster Höckelheim, macht große Stiftungen an Kirchen und Klöster
- Helmold IV. von Plesse (1240–1268), Alleinerbe Poppos, richtet mit seinen Vettern das Familien-Erbbegräbnis in der Klosterkirche zu Höckelheim ein, streitet mit den Klöstern von Osterode und Walkenried, gibt den Herzögen von Braunschweig-Lüneburg ein bedingtes Beistandsversprechen
- Helmold V. von Plesse (1269–1292), Alleinerbe Helmolds IV., ist der letzte aus der „älteren Linie“ mit einer namhaften Beteiligung an der Burg und Herrschaft, die er 1284/1288 verkauft, macht große Stiftungen an Kirchen und Klöster

### Mecklenburger Linie
- Bernhard Plessen in Wahlingen (1226/1263), Ritter und Rat von Johann I. von Mecklenburg, Burgmann in Mecklenburg
- Helmold Plessen (1263/1283), Ritter, führt ein neues Wappen, Rat von Heinrichs des Pilgers, Burgmann in Wismar, beschützte die unmündigen Kinder des Landesherrn während der Vormundschaft
- Bernhard Plessen (1286/1325), Ritter, landesherrlicher Rat, Stifter und Patron einer Vikarie in Hohen Viecheln, Ritterstatue (frühes 14. Jahrhundert)
- Helmold Plessen d. Ä. (1291/1310), Ritter, landesherrlicher Rat, Mitbesitzer des Patronats in Hohen Viecheln
- Johann Plessen in Rosenthal (1294/1324), Ritter, landesherrlicher Rat, mecklenburgischer Kriegsunternehmer
- Helmold Plessen d. J. in Rosenthal (1295/1321), Ritter, landesherrlicher Rat, mecklenburgischer Kriegsunternehmer
- Reimar Plessen (1295/1328), Ritter, Rat von Heinrich II., des Löwen, von Mecklenburg
- Heinrich von Plesse(n) in Arpshagen (1318/1337), Ritter, Regentschaftsrat für die Söhne Heinrichs II., des Löwen, von Mecklenburg
- Johann Plessen in Lübz (1318/1367), Ritter, Regentschaftsrat für die Söhne Heinrichs II., des Löwen, von Mecklenburg, Rat Herzog Albrechts II. von Mecklenburg, mecklenburgischer Kriegsunternehmer, Pfandbesitzer der Vogtei Lübz
- Reimar Plessen in Barnekow (1325/1368), Knappe, Rat Albrechts II. von Mecklenburg, mecklenburgischer Kriegsunternehmer, Pfandbesitzer der Vogteien Wittenburg, Neustadt und Marnitz
- Adelheid (Adelheydis) von (de) Plessen (Plesse), Priorin (Priorissa) im Kloster Dobbertin (1343)
- Reimar Plessen in Brüel (1361/1399), Ritter, herzoglicher Rat, mecklenburgischer Kriegsunternehmer, Pfandbesitzer von Marnitz und Neustadt
- Johann Plessen (1369/1376), Ritter, herzoglicher Rat, mecklenburgischer Kriegsunternehmer, Pfandbesitzer der Vogteien Neustadt und Marnitz
- Helmold Plessen (1356/1400), Ritter, herzoglicher Rat, mecklenburgischer Kriegsunternehmer, Pfandbesitzer der Vogteien Neustadt und Marnitz, stiftete eine Vikarie in Gressow
- Bernhard Plessen in Arpshagen (1395/1434), Ritter, Rat Herzog Johanns IV. von Mecklenburg, Vormundschaftsrat
- Johann Plessen in Barnekow (1398/1436), Knappe, herzoglicher Rat
- Konrad Plessen in Damshagen (1392/1448), Knappe, herzoglicher Rat
- Helmold Plessen in Lübz (1399/1442), Ritter, herzoglicher Rat, Pfandbesitz der Vogtei Lübz
- Helmold von Plesse(n) (1412–1443), Marschall (1440) von Lübeck, Mitglied der Zirkelgesellschaft
- Reimar Plessen in Zülow (1421/1471), Knappe, herzoglicher Rat
- Bernhard Plessen (1449/1468), Ritter, herzoglicher Rat, Komtur in Mirow
- Reimar Plessen in Arpshagen (1420/1458), Knappe, herzoglicher Rat
- Bernhard Plessen in Röggelin (1431/1454), Ritter, herzoglicher Rat
- Bernhard Plessen in Grundshagen (1455/1489), Knappe, herzoglicher Rat
- Wichbert Plessen in Großenhof (1455/1495), Knappe, herzoglicher rat
- Heinrich Plessen in Brüel (1472/1512), Ritter, herzoglicher Rat, erbaute das Ritterhaus in Brüel
- Helmold Plessen in Müsselmow (1472/1518), Knappe, herzoglicher Rat
- Theodor (Diedrich) von Plessen auf Zülow (1487–1576), während der Umwandlung des Klosters Dobbertin in ein adeliges Damenstift 1572/73 Provisor
- Berend von Plesse(n) († 1555), Hauptförderer der Mecklenburger Reformation, beginnend in Gressow
- Bernd von Plesse(n) (1528–1604), herzoglicher Hofmeister, Kommandant der Festung Rostock
- Volrad von Plessen (1560–1631), kurpfälzischer Geheimer Rat und Staatsminister
- Volrad von Plessen (zu Bützow) (1581–1638), Geheimer Rat und Kanzleidirektor, bischöflicher Statthalter zu Bützow
- Diedrich Barthold von Plessen (1594–1652), Hofmarschall, Hessischer Geheimer Ratspräsident
- Daniel von Plessen (1606–1672), deutscher Verwaltungsbeamter und Landrat von Mecklenburg, (1653–1659) Provisor im Kloster Dobbertin
- Helmuth von Plessen (Militär) (1612–1694), Oberst und Kommandeur eines Kaiserlichen Kürassier-Regiments
- Christian Siegfried von Plessen (1646–1723), Geheimer Rat und Hofmarschall des Prinzen Joergen von Dänemark
- Diedrich Joachim von Plessen (1670–1733), Wirklicher Geheimer Rat und Kammerpräsident
- Karl Adolf von Plessen (1678–1758), dänischer Hofmarschall und Oberkämmerer
- Helmuth von Plessen (1699–1761), Wirklicher Geheimer Rat und Staatsminister
- Jakob Levin von Plessen (1701–1761), Oberhofmarschall in Eutin, Dompropst im Hochstift Lübeck
- Bernhard Hartwig von Plessen (1709–1767), dänischer Kammerherr, Erster Rat und Kanzler am Obergericht Gottorf
- Louise von Plessen (1725–1799), Oberhofmeisterin am dänischen Hof von König Christian VII. und Caroline Mathilde
- Mathias von Plessen (1730–1794), Mecklenburgischer Generalmajor
- Hans Georg Gottfried von Plessen (1765–1837), Kanzleirat und Kammerherr, Braunschweiger Landschaftspräsident
- Leopold von Plessen (1769–1837), Diplomat, Kammerherr, Minister, Geheimeraths- und Regierungspräsident, Vertreter von Mecklenburg-Schwerin auf dem Wiener Kongress
- Wilhelm Friedrich Albrecht von Plessen (1778–1856), württembergischer Kammerherr und Landtagsabgeordneter
- Ludwig (Louis) von Plessen (1784–1828), Oberst und Kommandeur des Lanciers-Garde-Regiments in Paris
- Hans Adolf von Plessen (1790–1871), Kammerherr, Wirklicher Geheimer Rat und Oberkammerherr
- August Leopold von Plessen (1797–1862), Oberst und Kommandant von Ludwigslust
- Hermann von Plessen (1803–1877), preußischer Generalleutnant
- Wilhelm August von Plessen (1808–1887), Württembergischer Staatsminister
- Otto von Plessen (1816–1897), dänischer Diplomat
- Hugo von Plessen (1818–1904), Amtmann der Ämter Gottorf und Hütten, erster Landrat des Kreises Schleswig
- Adolf von Plessen (1835–1909), deutscher Gutsbesitzer und Reichstagsabgeordneter
- Hans von Plessen (1841–1929), preußischer Generaloberst mit dem Rang als Generalfeldmarschall und Domherr von Brandenburg
- Ludwig von Plessen-Cronstern (1848–1929), deutscher Diplomat
- Hennecke von Plessen (1894–1968), Gauwirtschaftsberater der NSDAP in Mecklenburg und Vorsitzender des Familienverbandes der Plessen
- Leopold von Plessen (Diplomat, 1894) (1894–1971), deutscher Diplomat
- Victor Baron von Plessen (1900–1980), deutscher Forschungsreisender
- Elisabeth (von) Plessen (* 1944), deutsche Schriftstellerin und literarische Übersetzerin, berufliche Partnerin und ab 1980 Lebensgefährtin von Peter Zadek (1926–2009)
- Marie-Louise von Plessen (* 1950), deutsche Kulturhistorikerin, Schriftstellerin und Museologin
- Gero von Plessen (* 1964), Universitätsprofessor für Physik an der RWTH Aachen
- Magnus (von) Plessen (* 1967 in Hamburg), Künstler[46]

## Scheel von Plessen
- Siehe Scheel von Plessen

## Weitere Literatur
- Manfred Hamann: Mecklenburgische Geschichte von den Anfängen bis zur Landständischen Union von 1523. (= Mitteldeutsche Forschungen. 51). Auf der Grundlage von Hans Witte neu bearbeitet. Böhlau Verlag, Köln u. a. 1968. ISSN 0544-5957
- Nathalie Kruppa: Neue Gedanken zum Quedlinburger Wappenkästchen. In: Concilium medii aevi. 4, 2001, S. 153–177. ISSN 1437-9058 (Online, PDF)
- Friedrich Lisch: Das Schloß zu Wismar. In: Jahrbücher des Vereins für mecklenburgische Geschichte und Altertumskunde. 5, Schwerin 1840, S. 5–19. ff. ISSN 0259-7772
- Friedrich Lisch: Thomas Aderpul oder die Reformation zu Gressow, Malchin und Bützow. In: Jahrbücher des Vereins für Mecklenburgische Geschichte und Altertumskunde. Jahrgang. 16, Schwerin 1851, S. 57–97.
- Reinhard Wenskus: Sächsischer Stammesadel und fränkischer Reichsadel (=Abhandlungen der Akademie der Wissenschaften zu Göttingen, Philologisch-Historische Klasse, Folge 3, Nr. 93). Vandenhoeck & Ruprecht, Göttingen 1976. ISBN 3-525-82368-1.